# ハワイ州

ハワイ州
State of Hawaii
Mokuʻāina ʻo Hawaiʻi

州の愛称: アロハ・ステート
The Aloha State

ハワイ州（ハワイしゅう、英: State of Hawaii [həˈwaɪ.i] ( 音声ファイル) 、ハワイ語: Hawaiʻi）は、太平洋に位置するハワイ諸島にあるアメリカ合衆国の州。州都はオアフ島のホノルル市である。アメリカ合衆国50州の中で最後に加盟した州である。日本人や日系人の間では、「布哇」の表記が当てられる場合もある。海域として定められたポリネシアの北端でもある。
ハワイ島、マウイ島、オアフ島、カウアイ島、モロカイ島、ラナイ島、ニイハウ島、カホオラウェ島の8つの島と100以上の小島からなるハワイ諸島のうち、ミッドウェー環礁を除いたすべての島が、ハワイ州に属している。北西ハワイ諸島の北西端からハワイ諸島の南東端のハワイ島まで、全長1,500マイル（2,400キロ）にわたっている。州全体が島だけで構成されているアメリカ合衆国で唯一の州である。
アメリカ合衆国本土の南西、日本の南東、オーストラリアの北東と、太平洋の中央に位置し、地理的にも民族的にも近いポリネシアでは最も北にある列島で構成されている。その自然の多様な景観、暖かい熱帯性気候、豊富な公共の海浜と大洋に取り囲まれていること、および活火山の活動があることで、観光客、サーファー、生物学者、火山学者などに人気のある目的地になっている。日本で最も人気な海外リゾート地のひとつであり、また日本観光がハワイで人気がある。
ハワイの独特の文化がある他に太平洋の中心にあることで、ポリネシアのみならず北アメリカや日本をはじめとするアジアの影響も非常に多く受けている。140万人を超える人口のほか、常に観光客やアメリカ軍軍事関係者が滞在している。常住人口の約7割はオアフ島に集中している。
| 家庭で話される言語（ハワイ州） 2010 | 家庭で話される言語（ハワイ州） 2010 | 家庭で話される言語（ハワイ州） 2010 | 家庭で話される言語（ハワイ州） 2010 | 家庭で話される言語（ハワイ州） 2010 |
| ----------------------------------- | ----------------------------------- | ----------------------------------- | ----------------------------------- | ----------------------------------- |
|                                     |                                     |                                     |                                     |                                     |
| 英語                                | 英語                                |                                     | 74.41%                              | 74.41%                              |
| タガログ語                          | タガログ語                          |                                     | 4.52%                               | 4.52%                               |
| イロカノ語                          | イロカノ語                          |                                     | 4.06%                               | 4.06%                               |
| 日本語                              | 日本語                              |                                     | 3.95%                               | 3.95%                               |
| ハワイ語除く大洋州諸語              | ハワイ語除く大洋州諸語              |                                     | 2.61%                               | 2.61%                               |
| スペイン語                          | スペイン語                          |                                     | 2.01%                               | 2.01%                               |
| 中国語                              | 中国語                              |                                     | 1.54%                               | 1.54%                               |
| ハワイ語                            | ハワイ語                            |                                     | 1.50%                               | 1.50%                               |

| 人種構成（ハワイ州） 2010  | 人種構成（ハワイ州） 2010  | 人種構成（ハワイ州） 2010 | 人種構成（ハワイ州） 2010 | 人種構成（ハワイ州） 2010 |
| -------------------------- | -------------------------- | ------------------------- | ------------------------- | ------------------------- |
|                            |                            |                           |                           |                           |
| アジア系                   | アジア系                   |                           | 38.6%                     | 38.6%                     |
| 白人                       | 白人                       |                           | 22.7%                     | 22.7%                     |
| 先住ハワイ人・太平洋諸島系 | 先住ハワイ人・太平洋諸島系 |                           | 10.0%                     | 10.0%                     |
| ヒスパニック               | ヒスパニック               |                           | 8.9%                      | 8.9%                      |
| アメリカ先住民             | アメリカ先住民             |                           | 0.3%                      | 0.3%                      |
| 黒人                       | 黒人                       |                           | 1.6%                      | 1.6%                      |
| 混血                       | 混血                       |                           | 23.6%                     | 23.6%                     |

## 州名の由来
ハワイ語の Hawaiʻi は原始ポリネシア語の Sawaiki から派生したものであり、「母国」を意味するように内的再構されている。Hawaiʻi と同根語はポリネシアのマオリ語（Hawaiki）、ラロトンガ語（ʻAvaiki）およびサモア語（Savaiʻi）にも見られる。
言語学者のプクイとエルバートによれば、ポリネシアのどこでも、Hawaiʻi あるいはその類似語は地下世界または祖先の家の名前であるが、ハワイでは意味を持たない。

## 歴史

### 先史時代
ハワイ諸島へ人類が移民してきたのは、4世紀から8世紀ごろ で、南方のテ・ヘヌア・エナナ（マルケサス諸島）からと考えられている。この際に使用されたと考えられているのが、双胴の航海カヌーと、「スター・ナヴィゲーション」と呼ばれるリモート・オセアニア海域で広く用いられた航法技術である。ちなみにハワイへの移民がテ・ヘヌア・エナナから行われたとの説はビショップ博物館所属の日本人研究者、篠遠喜彦博士の、「釣り針編年研究」が基礎となっている。

### ハワイ王国時代

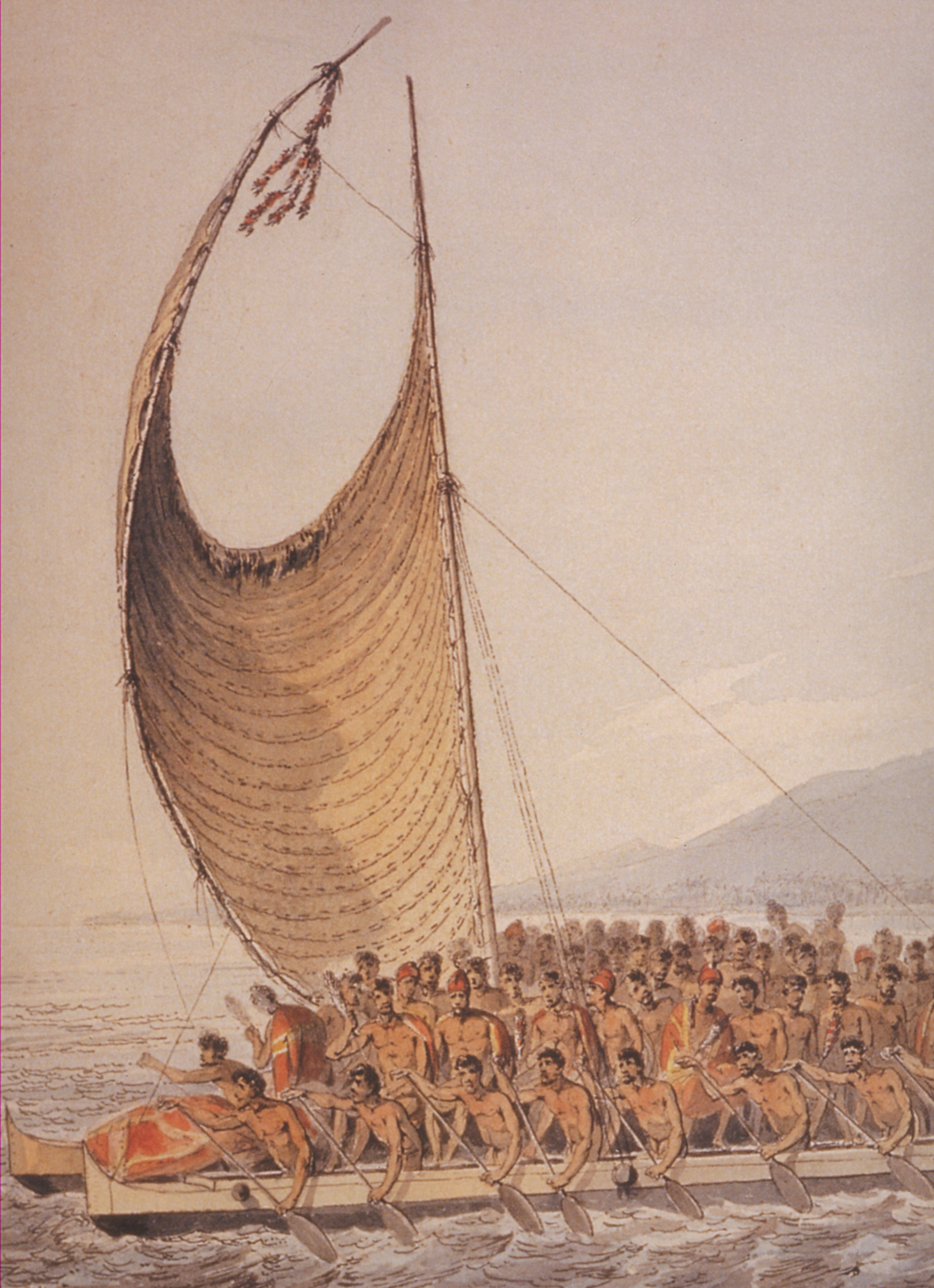
ハワイ王カラニオプウ、キャプテン・クックに贈り物を持ってきている。クックの船に乗船していた画家ジョン・ウェバーが描いた。

- 1778年：イギリス人キャプテン・クックが来航したのをきっかけに、白人との接触が始まる。
- 1794年：当時欧州で「サンドイッチ諸島」と呼ばれていたハワイに外国人が約400人、うち30 - 40人が中国系であった[5]。
- 1795年：カメハメハ1世（大王）が白人たちが持ち込んだ銃器を利用し、3つの王国が分立していたハワイ諸島を統一し、ハワイ王国を建国する。
- 1802年：中国(清国)人が、カメハメハ王から許可を得てサトウキビ栽培に着手[6]。
- 1820年：カメハメハ2世の治下、多くの宣教師がアメリカから移住し、キリスト教文化がハワイに定着していく。またアメリカ人によるプランテーション農場のための土地の収奪が始まる。
  - 現在もハワイの女性の正装であるムームーは、上半身裸が普通であった往時のハワイの女性が、キリスト教的に「淫ら」だとして、宣教師が普及させたものと言われている。[誰?]
- 1840年：憲法を公布、立憲君主制となる。
- 1843年：イギリス（英国）がハワイの領有を宣言。
- 1849年：フランスがハワイの領有を宣言。ハワイをめぐる列強の抗争は激しくなる。
- 1850年：中国(清国)からの組織的な移民が始まる。
- 1868年（明治元年）：横浜から、日本人移民148名がハワイに移住した。これは貿易商ユージン・ヴァン・リードの斡旋による移民であった[6]。明治新政府はこれを公式に認めておらず、移民たちはパスポートすら持っていない、いわば非合法状態であり、密出国というべきものであった。このときの移民はのちに「元年者」と呼ばれる。
- 1871年：日布修好通商条約を締結。
- 1881年：カラカウア王が来日。明治天皇と会見し、日本政府との間で正式に移民協定が結ばれる。また日本にとってハワイ王朝は、不平等条約改正を約した初の海外国家元首賓客であった[5]。このとき、アメリカの政治的経済的侵略に危機感を抱いていたカラカウア王は、カイウラニ王女と山階宮（後の東伏見宮依仁親王）との政略結婚による、ハワイ王室と日本皇室との間の関係強化および連邦制を提案したが、アメリカとの関係悪化を懸念する日本政府に断られた。
- 1882年：中国人排斥法[注釈 2] がアメリカで成立。翌年（1883年）には連邦議会を通過する。
- 1885年：初の官約移民が日本からハワイに渡る。
- 1886年：契約労働による中国人移民の流入は、ほぼ停止する[6]。
- 1891年：カラカウア王没後、リリウオカラニ女王が即位。

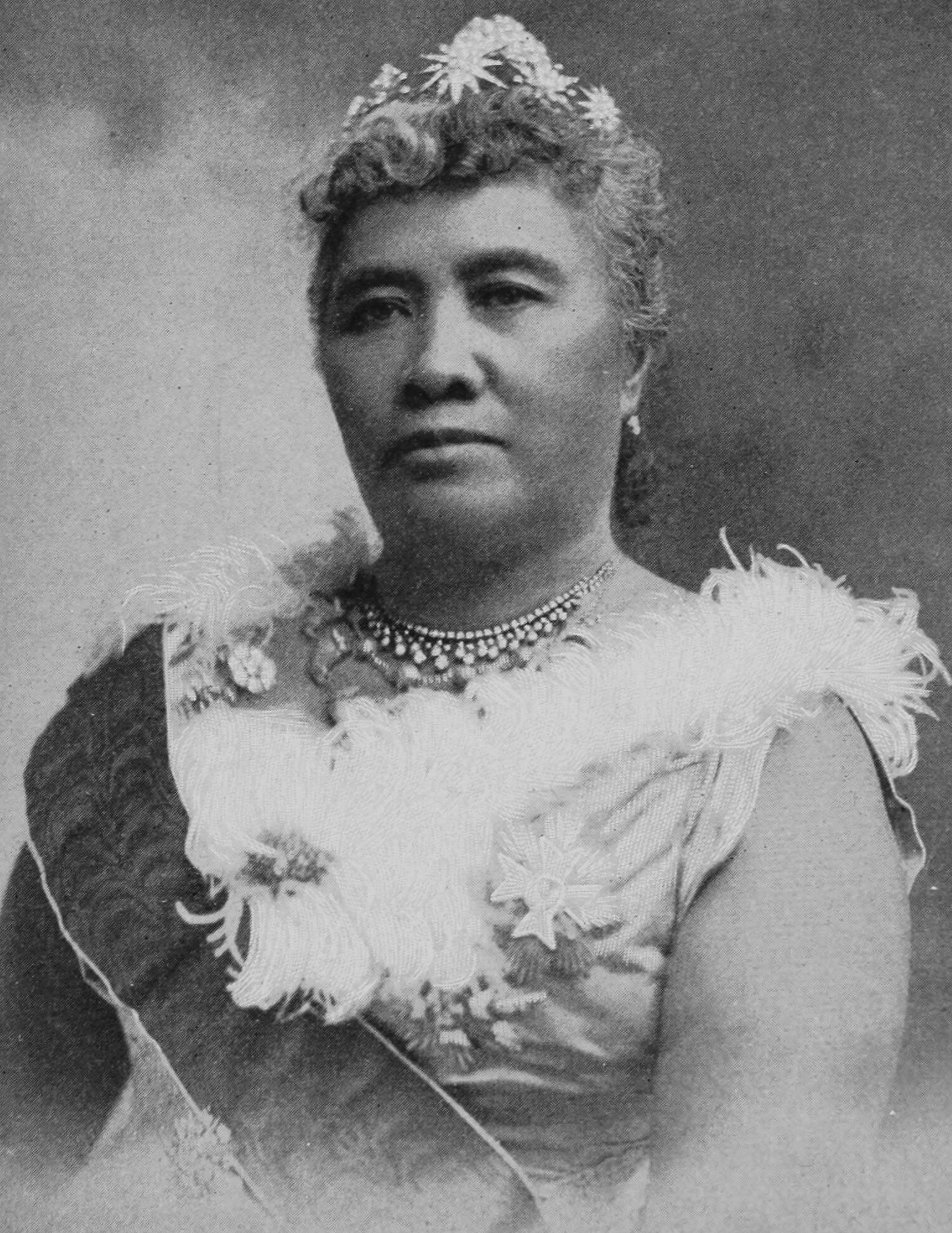
リリウオカラニ女王はハワイの代表曲アロハオエの作者として知られる

### アメリカによる併合

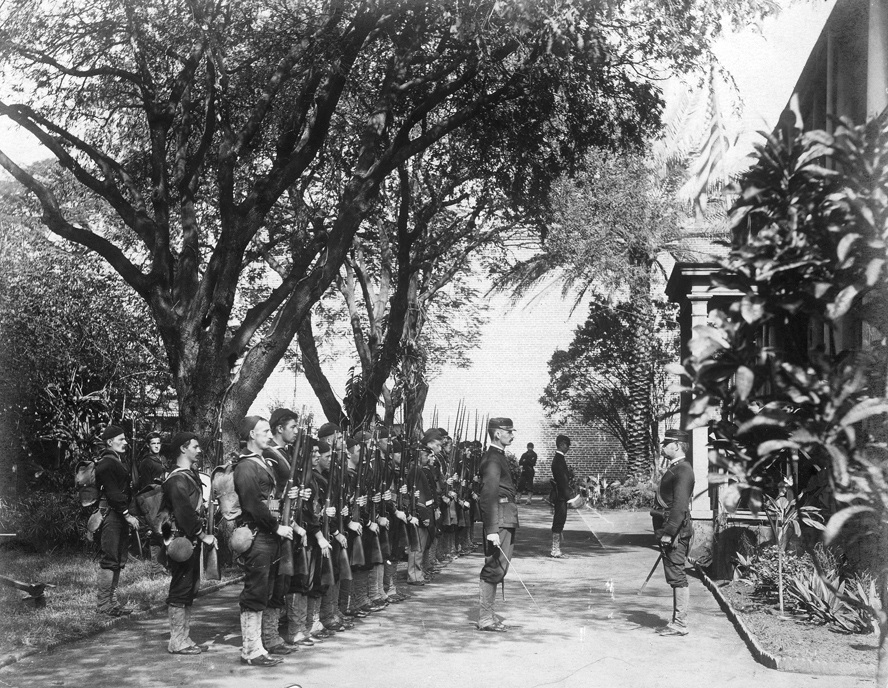
ハワイ王政打倒時の上陸部隊、1893年1月

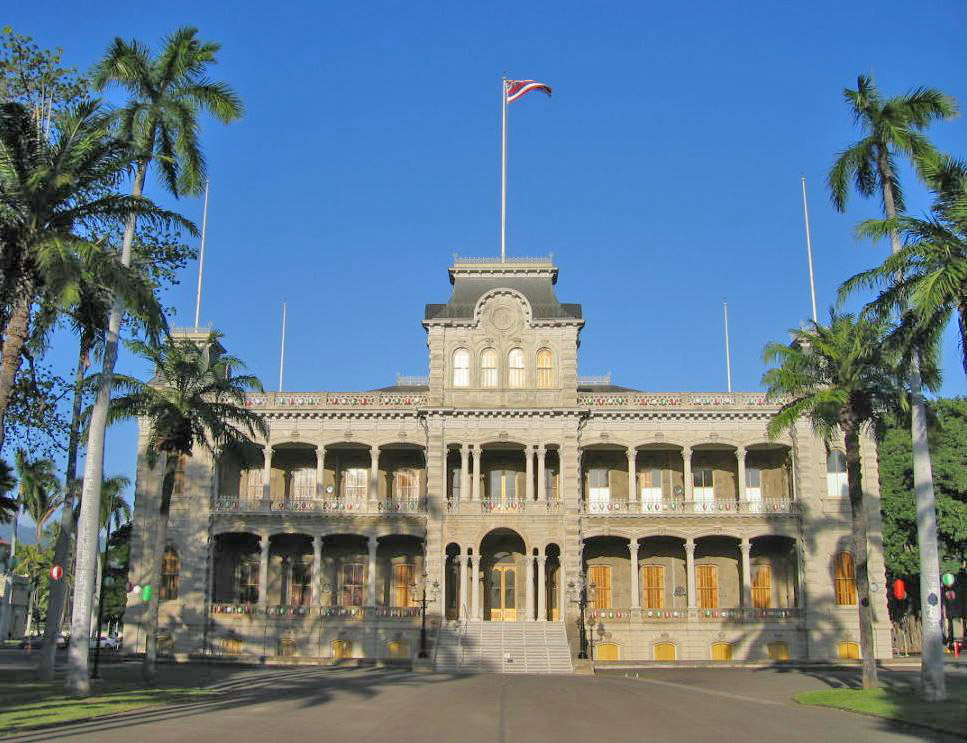
ホノルルにあるイオラニ宮殿、元はハワイ王の住まい。ハワイ共和国の議事堂だった。

- 1893年：リリウオカラニ女王がアメリカとの不平等条約を撤廃する動きを見せると、これに反発したアメリカ人農場主らが海兵隊160名の支援を得てクーデターを起こし、王政を打倒して「臨時政府」を樹立。女王はイオラニ宮殿に軟禁される。このとき、日本は国王派から依頼を受け、邦人保護を理由に東郷平八郎率いる軍艦「浪速」ほか2隻をハワイに派遣し、ホノルル軍港に停泊させてクーデター勢力を威嚇した[7]。ハワイ在留日本人も女王支持派に同情的であった。「臨時政府」はアメリカに併合を求めるが、就任直後の大統領グロバー・クリーブランド（当時）は海外進出に消極的な政策をとっており、併合を渋る。結局クリーブランドは大統領任期中、ハワイを併合しなかった。
- 1894年7月4日：アメリカによる併合に時間が掛かると判断した臨時政府は、新憲法を発布しハワイ共和国を宣言した。大統領に就任したサンフォード・ドールは、最初で最後のハワイ共和国大統領となった。
- 1895年1月9日：クリーブランド大統領が、海底ケーブルについて米連邦議会宛にメッセージを送った。発端は、英国政府のハワイ政府に対する「カナダとオーストラリアを結ぶケーブルの中継地として、ハワイの無人島を借りたい」という要望であった。英米政府間交渉が済んで合意文書の原案も出来上がっており、クリーブランド大統領は連邦議会に承認を求めたが[8]、アメリカ自身が敷設するべきだと考えた連邦議会は黙殺した。
- 1895年1月16日：ハワイ人王政派が武装蜂起したが、短期間で鎮圧、虐殺される。この武装蜂起を支援したとして、リリウオカラニ女王が逮捕・幽閉される。原住民の大虐殺ののち、ハワイを完全に乗っ取る。
- 1895年1月22日：リリウオカラニ女王廃位により、ハワイ王国が滅亡。
- 1898年8月12日：米西戦争でハワイの地政学的重要性を認識したアメリカは[9]、ハワイ共和国を併合、米自治領ハワイ準州（Territory of Hawaii）となる。アメリカの大統領（当時）は、前任者と対照的に帝国主義政策を推し進めたウィリアム・マッキンリーである。以後ハワイはアメリカの太平洋支配の拠点となり、オアフ島のパールハーバー（真珠湾）に大海軍基地が建設された（現在もアメリカ海軍太平洋艦隊の基地がある）。
- 1920年：オアフ島第二次大ストライキ。日本人労働者も、フィリピン人労働者と団結し活躍した[9]。これはアメリカにおける日本脅威論形成の一要因になったとも言われる[10]。
- 1924年：排日移民法の施行により、日本からの移民は不可能になった。これまでに移民した日本人の数は約21万人にのぼった[9]。
- 1941年12月7日（日本時間12月8日）：日本海軍による真珠湾攻撃が行われる（太平洋戦争（大東亜戦争）開戦）。
  - 開戦後まもなくアメリカ西海岸を中心にしたエリアに住む日系アメリカ人と日本人は強制収容所に収容されたが、ハワイに住む日系アメリカ人および日本人は、日本人会会長や僧侶など、日系人社会を代表する一部の人々を除き強制収容所に収容されなかった。しかしこのとき計画的に日系人アメリカ化工作が進められた[11]。
  - ハワイで生まれ育ち、アメリカの市民権を持つ日系アメリカ人の若者の多くは、自ら進んで志願兵となることで祖国に対する忠誠心を示そうとした。彼らハワイの日系人だけで組織された陸軍第100大隊は、のちにアメリカ本土の日系人部隊と合流し442連隊となり、欧州戦線において多くの犠牲と引き換えにめざましい戦果を上げた。彼らの戦いは多くのアメリカ人に感銘を与え、ハワイと戦後のアメリカ社会における日系人の地位向上に貢献した。
  - 日本軍に占領された場合、島内で流通している紙幣が日本に押収され物資調達などの決済に使用される可能性を考慮し、島内で使用されている2億ドルのアメリカドル紙幣に「Hawaii」とスタンプが押された[12]。
- 1947年5月2日、国際線の増便に伴い、ホノルル国際空港（Honolulu International Airport）へ名称が変更される。

### ハワイ州に
- 1959年8月21日：アメリカ50番目の州に昇格し[13]、本格的なリゾート開発が始まる。
- 1959年10月1日：オアフ島にアラモアナセンターがオープンする。

### 21世紀
- 2020年
  - 3月25日 - 新型コロナウイルスの感染拡大を抑えるため、州知事が外出禁止令を発出[14]。
  - 4月 - 州の基幹産業である観光業がままならなくなり、失業率が23.8％に達した[15]。
- 2022年11月27日 - マウナロア火山が1984年以来38年ぶりに噴火[16]。同月29日、州知事が非常事態を宣言[17]。
- 2023年
  - 6月30日 - オアフ島南部で76年ぶりの鉄道、スカイラインが開業[18]。
  - 8月10日 - マウイ島での大規模な山火事を受けて、ジョー・バイデン大統領が、ハワイ州に対し大規模災害を宣言[19]。

## 地理
ハワイ州はアラスカ州とならび、アメリカ合衆国本土以外に位置する2つの州のうちのひとつで、北米大陸上に位置しない唯一の州であり、四周を海によって囲まれ、また、熱帯地方に位置している唯一の州でもある。ハワイ島カラエ岬が全州の最南端部に位置している（本土最南端はフロリダ州のフロリダキーズバラスト・キーである。アメリカ合衆国の極地参照。）。アメリカ合衆国本土からは南西に約2,000マイル（3,200キロ）離れている。
州の陸地面積は、キラウエア火山から流動性の高い溶岩が流れ出ているため、その面積は増加し続けている。ハワイ諸島は8つの島々や環礁によって構成されており、その延長は距離1,500マイル（2,400キロ）にわたって伸びている。諸島のうち、8つの大きな島は「主要な島々（main islands）」と考えられていて、諸島の南東部に位置している。これらの島々は北西部から南東に、ニイハウ島、カウアイ島、オアフ島、モロカイ島、ラナイ島、マウイ島、カホオラウェ島、ハワイ島の順に並んでいる。
北西ハワイ諸島はニホア島からクレ島までおもに9つの小さな島が連なり、太古からの火山帯の一部である。ほかにもモロキニ島など100以上の岩礁や小島がある。
本島は最大面積のハワイ島ではなく、州都で最大都市のホノルルがあるオアフ島である。
| 島名                                                           | 愛称             | 座標                                                    | 面積 （km2） | 最高地点         | 標高 （m） | 年齢 （百万年） |
| -------------------------------------------------------------- | ---------------- | ------------------------------------------------------- | ------------ | ---------------- | ---------- | --------------- |
| オアフ島                                                       | 集まる所         | 北緯21度28分 西経157度59分 / 北緯21.467度 西経157.983度 | 1,545.4      | カアラ           | 1,220      | 3.7-2.6         |
| カウアイ島                                                     | 庭園の島         | 北緯22度05分 西経159度30分 / 北緯22.083度 西経159.500度 | 1,430.5      | カワイキニ       | 1,598      | 5.1             |
| カホオラウェ島                                                 | 目標の島         | 北緯20度33分 西経156度36分 / 北緯20.550度 西経156.600度 | 115.5        | プウモアウラヌイ | 452        | 1.0             |
| ニイハウ島                                                     | 禁断の島         | 北緯21度54分 西経160度10分 / 北緯21.900度 西経160.167度 | 180.0        | パニアウ         | 381        | 4.9             |
| ハワイ島                                                       | 大きな島         | 北緯19度34分 西経155度30分 / 北緯19.567度 西経155.500度 | 10,432.5     | マウナ・ケア     | 4,205      | 0.4             |
| マウイ島                                                       | 峡谷の島         | 北緯20度48分 西経156度20分 / 北緯20.800度 西経156.333度 | 1,883.4      | ハレアカラ       | 3,055      | 1.3-0.8         |
| モロカイ島                                                     | 友好の島         | 北緯21度08分 西経157度02分 / 北緯21.133度 西経157.033度 | 673.4        | カマコウ         | 1,512      | 1.9-1.8         |
| ラナイ島                                                       | パイナップルの島 | 北緯20度50分 西経156度56分 / 北緯20.833度 西経156.933度 | 363.9        | ラナイハレ       | 1,026      | 1.3             |
| 座標の列のソートボタンは、昇順で東から、降順で西から順になる。 |                  |                                                         |              |                  |            |                 |

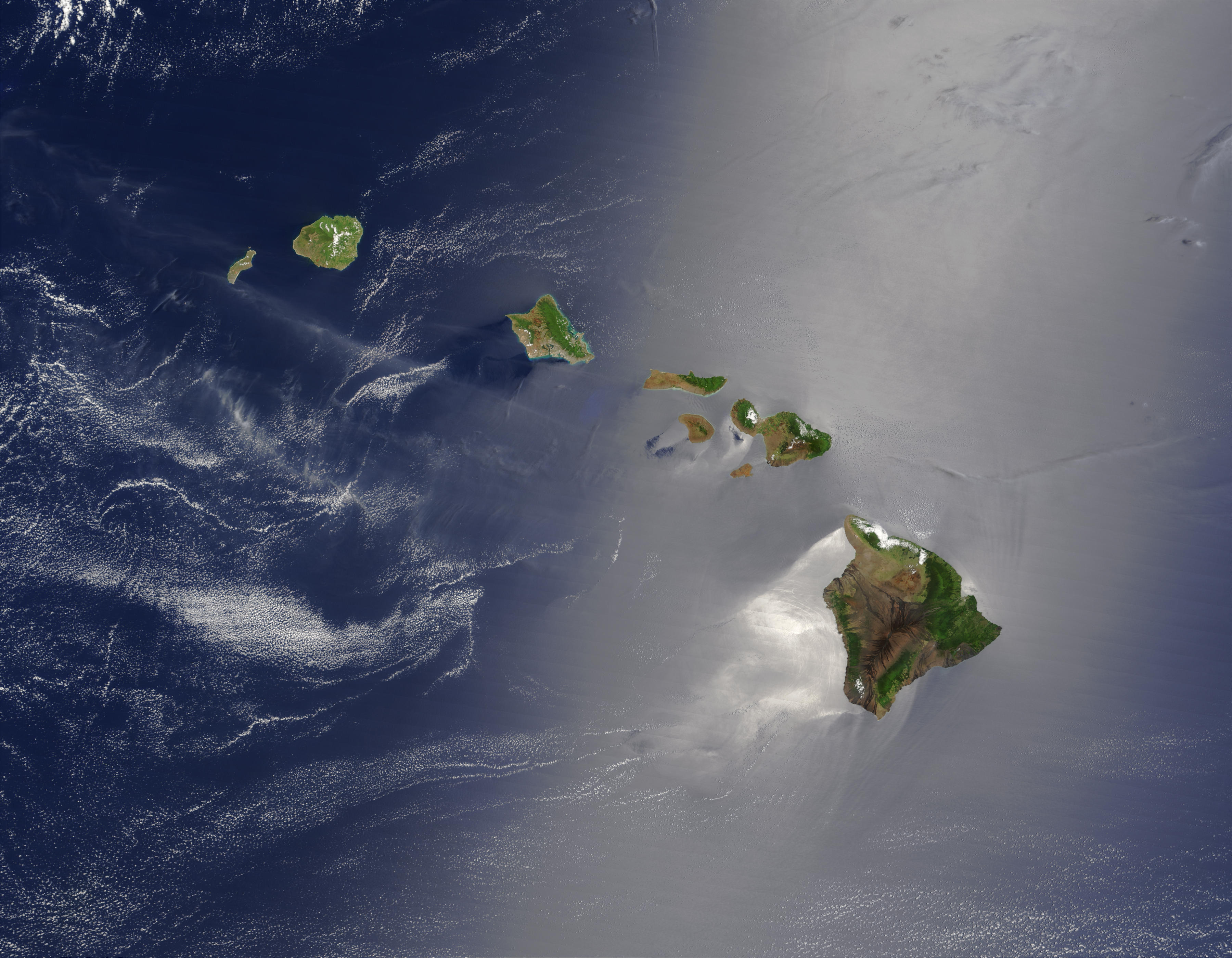
ハワイ諸島の衛星写真。植生は風を受ける島の北東に成長している。島の南西側の周りで銀色になっている部分は島の山岳部が日光を遮ってできたものである。

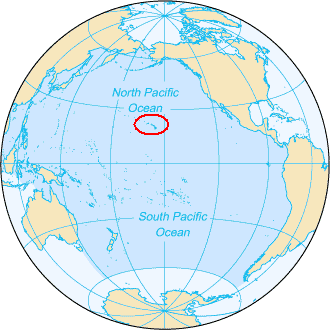
ハワイ諸島、北太平洋にある

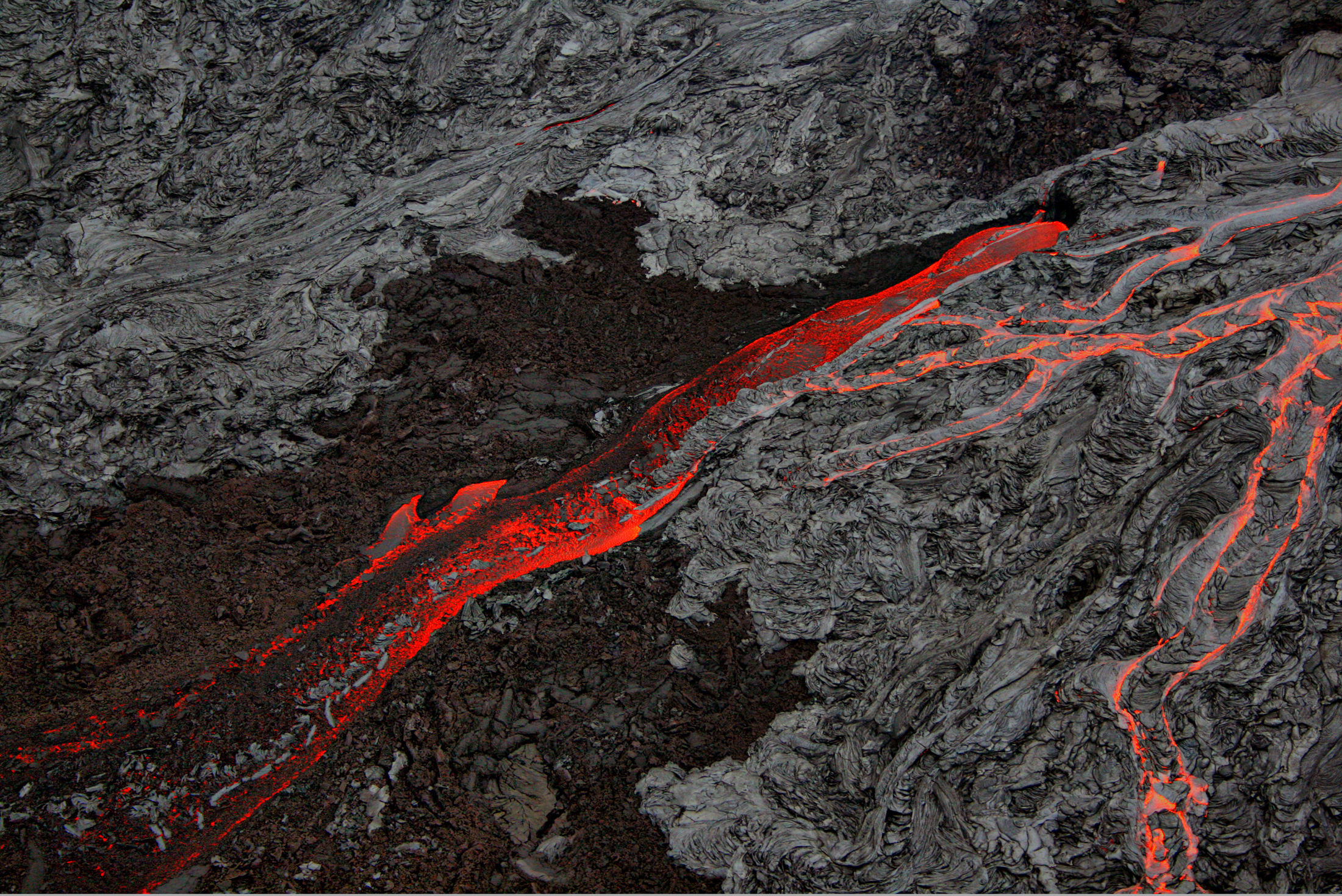
ハワイ島のパホエホエとアアーの溶岩流（2007年10月撮影）

ハワイ州は、次の項目ではアメリカ合衆国で唯一の州である。
- 北アメリカに位置していないこと
- コーヒーが栽培できること
- すべて海に囲まれていること
- 全体が列島であること
- 王宮があること
- 州の境界に直線がないこと

ハワイ州でもっとも高い山はマウナ・ケアであり、標高は1万3,796フィート（4,205メートル）であるが、太平洋底からの高さは3万3,500フィート（1万210メートル）であり、地球の地殻表面を基準にした場合エベレスト山よりも高いことになる。

### 地質
ハワイ諸島の島々は、海底火山によって作られた。現在ハワイ島がある地点には太平洋プレートよりも深いところにマントルの活動によるホットスポットと呼ばれるマグマ溜まりが太古から存在する。これはマントルの一定の場所に存在し続け、直上の海底に向けてマグマの上昇を繰り返すためキラウエア溶岩のような噴火活動を引き起こす。
太平洋プレートは太平洋の中央海嶺である東太平洋海膨から日本列島・千島列島の方へ向けて移動し続けているため、太平洋プレート上（＝海上）から見ると「かつてホットスポットの直上にできたが、太平洋プレートの移動に連れて位置がずれて活動が停止した火山島」が北西へ向けて列をなしているのがわかる。北西に移動するにつれ、海底に沈みこみ、ハワイ海山群および天皇海山群（2つ合わせてハワイ-天皇海山列）となり、カムチャツカ半島の根元に至る。その海山と島の列のもっとも新しい島々が、ハワイ諸島側に向かって移動している。
ハワイ島以外での最後の火山爆発は、18世紀後期より以前、マウイ島のハレアカラ山で起きたが、それより数百年前だった可能性もある。
1790年、キラウエア火山が、ハワイ（現在のアメリカ）では最大級の爆発を起こした。この爆発で、キラウエアに向かっていた戦士とその家族、少なくとも5,405人が死亡した。
火山活動とその後の浸食で、印象的な地質的景観を生んできた。ハワイ島には世界の島の中で3番目に標高が高い地点がある。
火山斜面の不安定さによって大きな地震と津波を生じてきており、特に1868年と1975年のものが大きかった。

### 動物相と植物相
ハワイ諸島はほかの陸地とは隔絶しているために、人類が活動を始める以前の生命体は、風（wind）、波（waves）、翼（wings、鳥、昆虫など）の3つの "w" で運ばれたと言われている。この地理的隔絶や環境の多様さ（標高や熱帯気候）によってさまざまな植物と動物の固有種を生んできた。ハワイには多くの絶滅危惧種がおり、アメリカ合衆国本土よりも高い比率で絶滅種が出ている。

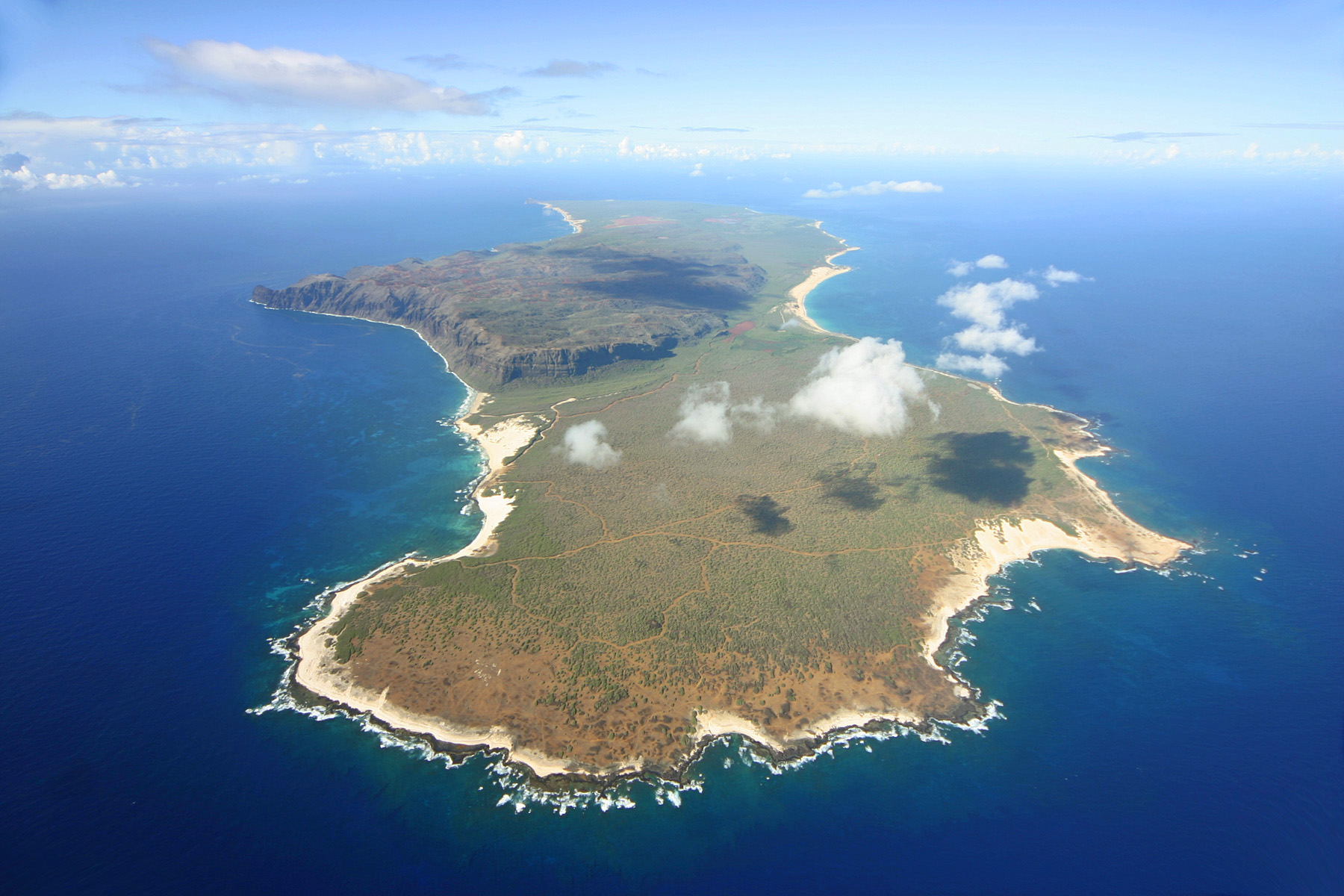
ニイハウ島
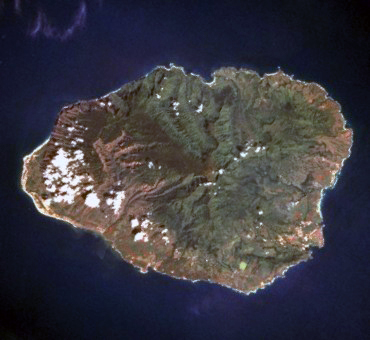
カウアイ島
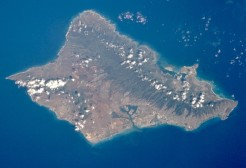
オアフ島
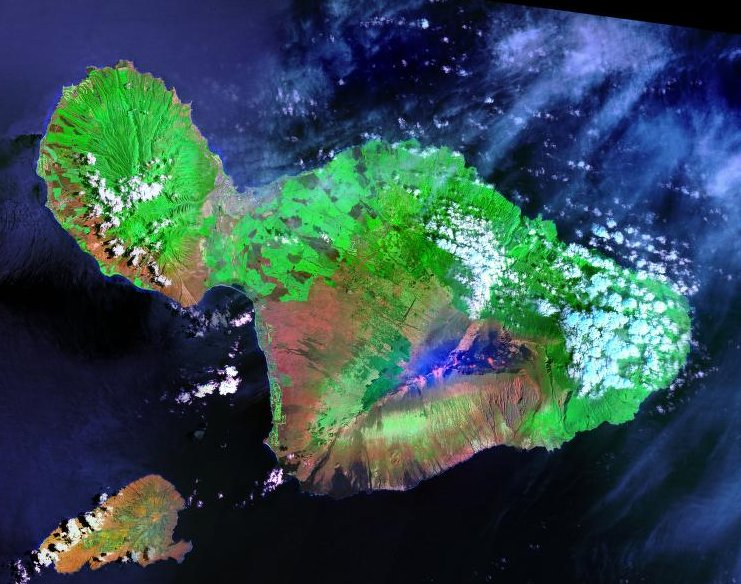
マウイ島
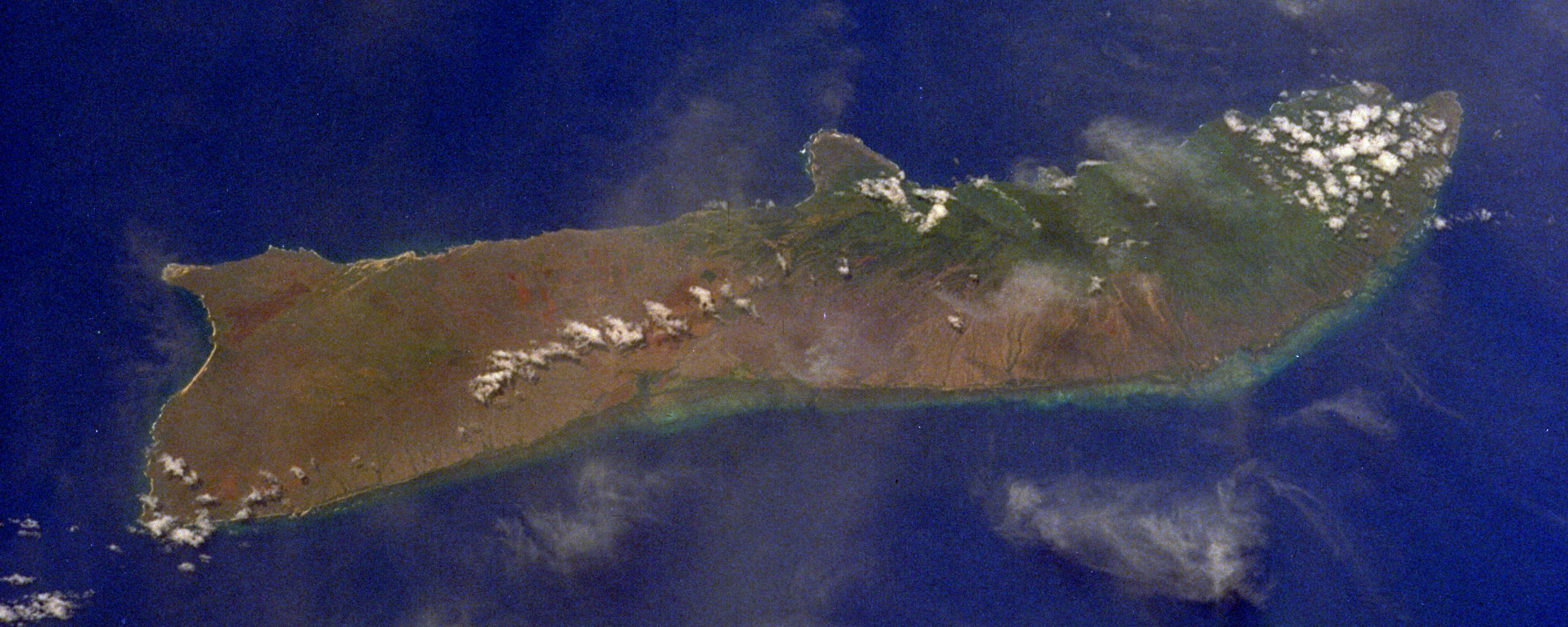
モロカイ島
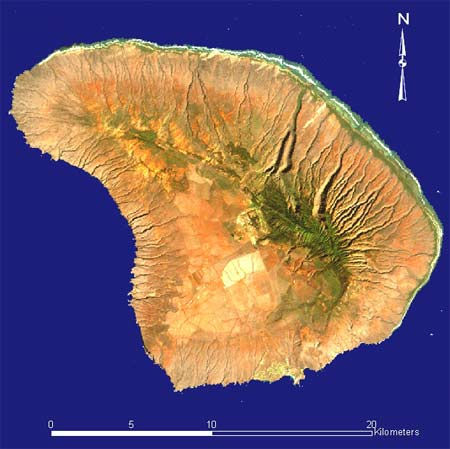
ラナイ島
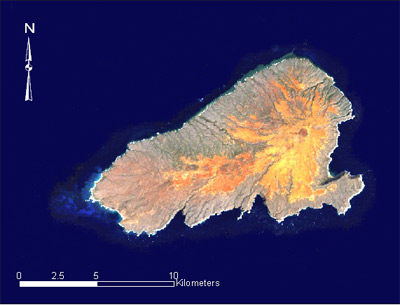
カホオラウェ島
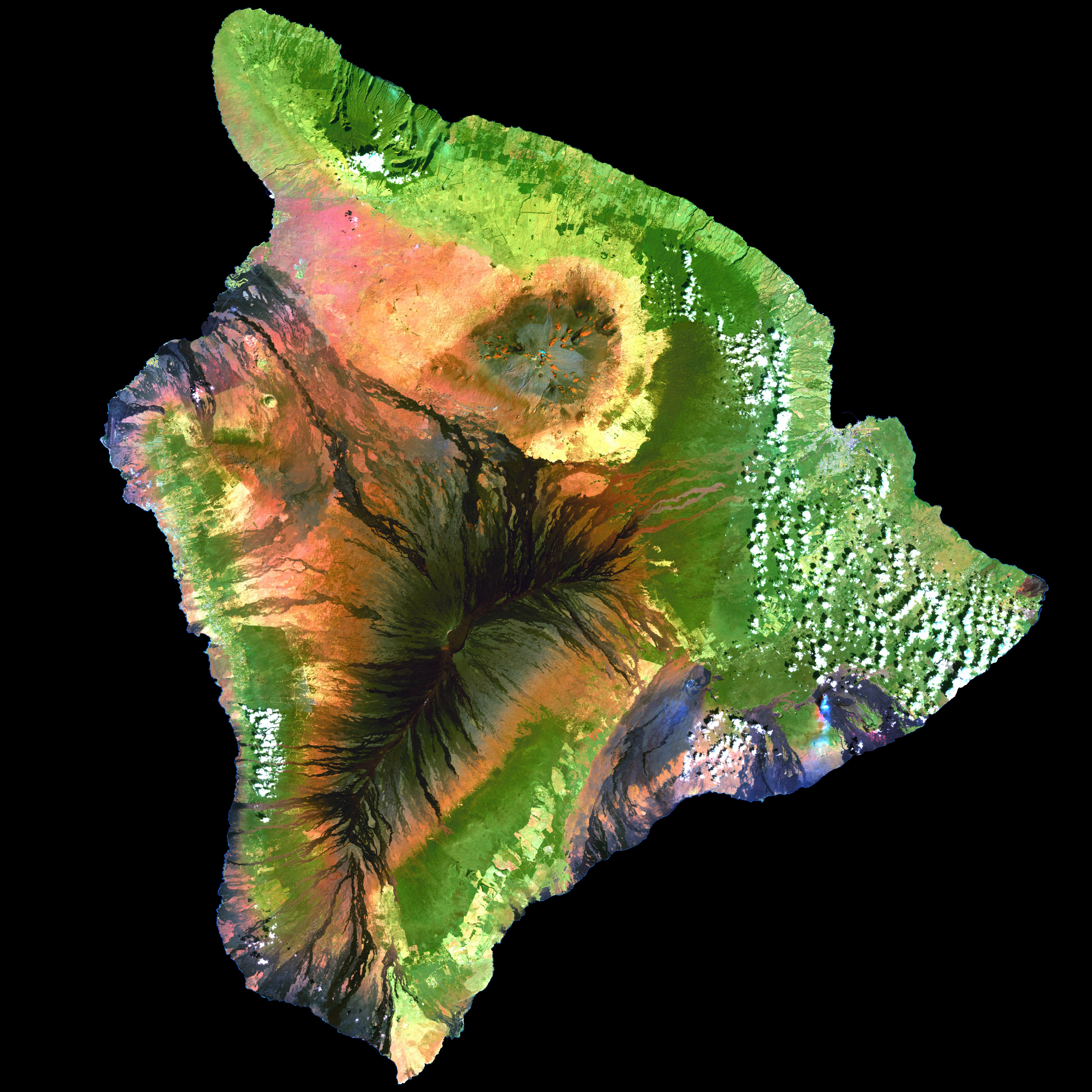
ハワイ島

### 国立保護地域

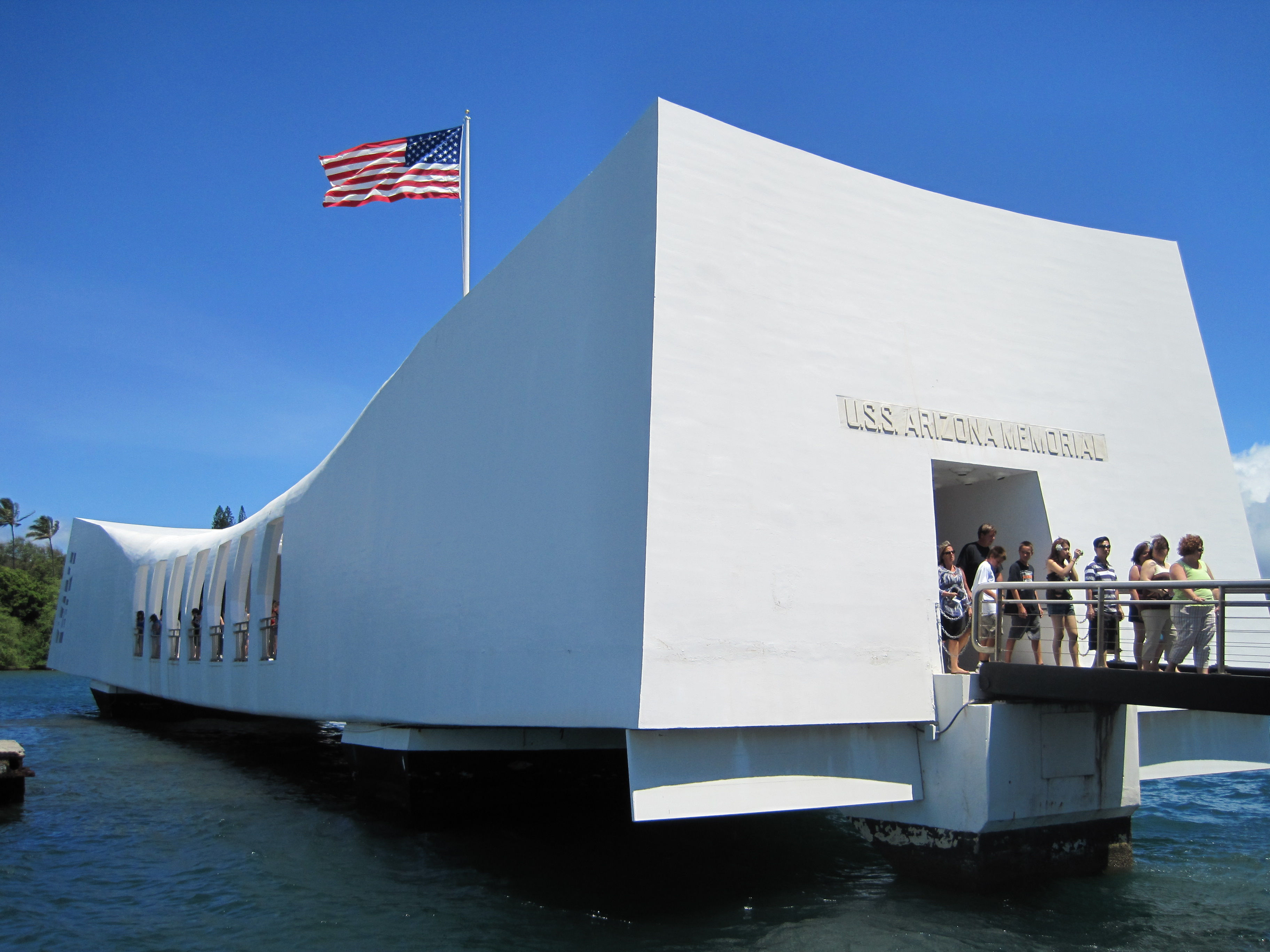
アリゾナ記念館、真珠湾

国立公園局の管理および保護下に置かれている地域は以下の通りである。
- アラカハカイ国立歴史の道（ハワイ島）
- ハレアカラ国立公園（マウイ島、クラ）
- ハワイ火山国立公園（ハワイ島、ヒロ）
- カラウパパ国立歴史公園（モロカイ島、カラウパパ、元ハンセン病療養所）
- カロコ・ホノコハウ国立歴史公園（ハワイ島、カイルア・コナ）
- プウホヌア・オ・ホナウナウ国立歴史公園（ホナウナウ）
- プウコホラ・ヘイアウ国立歴史史跡（カワイハエ）
- アリゾナ記念館（ホノルル）

アメリカ海洋大気庁、魚類野生生物局、ハワイ州の共同管理下にあるのは、
- パパハナウモクアケア海洋ナショナル・モニュメント (北西ハワイ諸島)

これは2006年6月15日に当時の大統領ジョージ・W・ブッシュが登録を宣言した。ここは太平洋の50マイル（80キロ）外海で、およそ14万平方マイル（36万3,000km2）の岩礁、環礁、浅瀬および深海であり、その広さはアメリカ合衆国の国立公園をすべて合わせたよりも広い。

### 気候

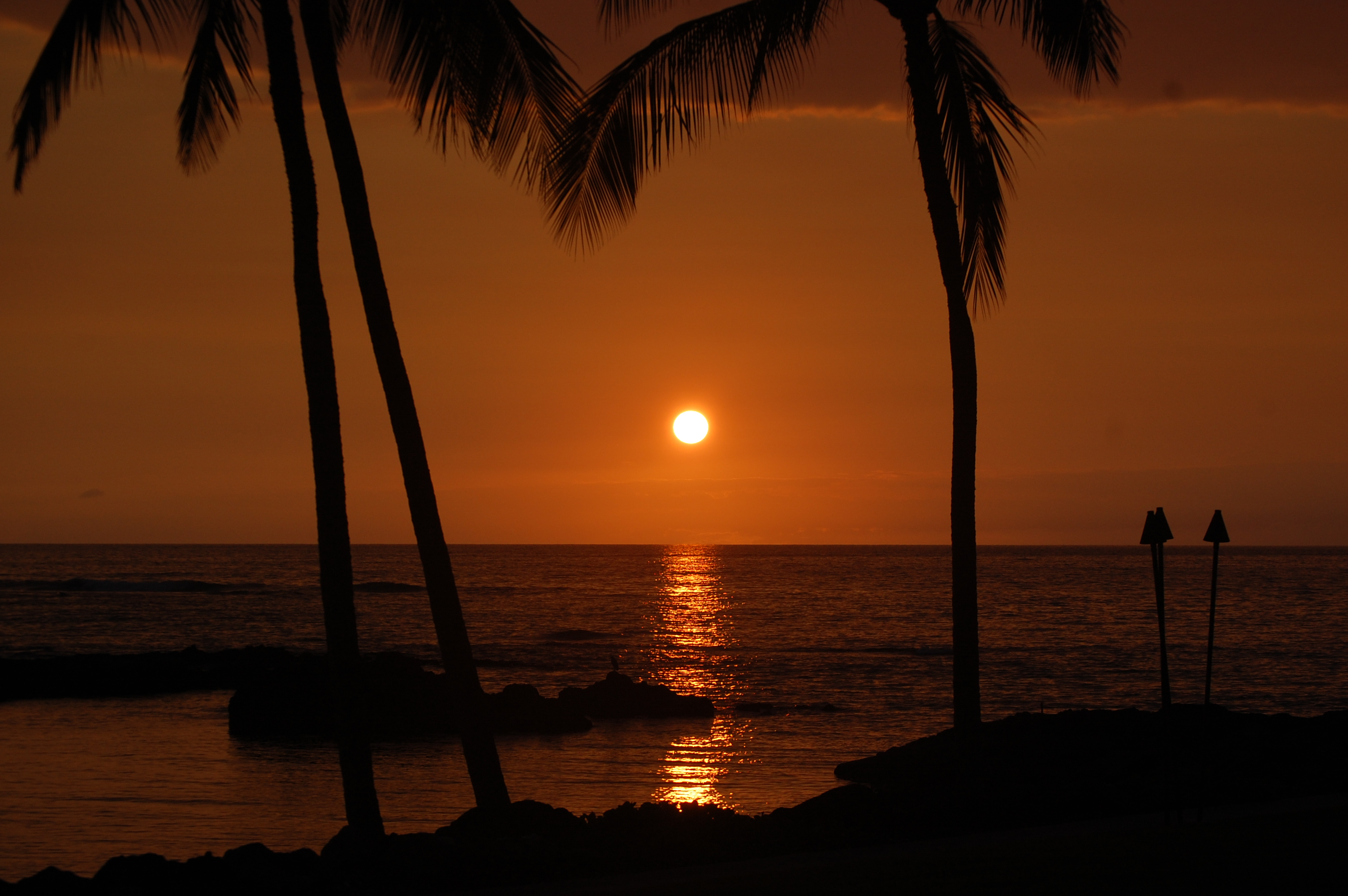
コナの夕陽。火山ガスの二酸化硫黄などの粒子が酸素や水蒸気と反応することで生まれるヴォッグのために白っぽくなる。

ハワイの気候は熱帯に特有のものではあるが、東からの貿易風がほぼ絶え間なく吹くために、気温も湿度もそれほど高くはならない。ただし、1980年代前半と比較して、風が吹く日は年間で約50日減少しており、風が止むと気温が上がり、猛暑日になることもある。夏の日中最高気温は80s°F台後半（31℃近辺) であり、夜間の最低気温は70s°F台半ば（24℃近辺）である。
冬の日中は80ss°F台半ば（28℃近辺）、夜間は低地で60s°F台半ば（18℃近辺）より下には滅多に下がらない。ただし、ハワイ島のマウナ・ケアやマウナ・ロア山のような高地では、冬季に積雪がある（冬季は、斜面でスキーなどのスノープレーができる）。ハレアカラ山では降雪も稀である。2019年2月11日に観測されたマウイ島ポリポリ州立公園の降雪は、ハワイ州でもっとも標高の低い場所（約1,890メートル）における降雪とみられている。
カウアイ島のワイアレアレ山は世界でも2番目に降水量が多いところであり、460インチ（1万1,684ミリ）に達する。ハワイ諸島の大半では、5月から10月の乾期と10月から4月の雨季の2季だけがある。
各島の気候はかなり異なっており、高山に対して風上側であるか風下側であるかで大きく分けられる。風上側は雲が多いため、リゾート地は風下側に集中している。
| 都市     | 1月            | 2月            | 3月            | 4月            | 5月            | 6月            | 7月            | 8月            | 9月            | 10月           | 11月           | 12月           |
| -------- | -------------- | -------------- | -------------- | -------------- | -------------- | -------------- | -------------- | -------------- | -------------- | -------------- | -------------- | -------------- |
| ヒロ     | 64 °F / 17.8 ℃ | 64 °F / 17.8 ℃ | 65 °F / 18.3 ℃ | 66 °F / 18.9 ℃ | 67 °F / 19.4 ℃ | 68 °F / 20.0 ℃ | 69 °F / 20.6 ℃ | 69 °F / 20.6 ℃ | 69 °F / 20.6 ℃ | 68 °F / 20.0 ℃ | 67 °F / 19.4 ℃ | 65 °F / 18.3 ℃ |
| ヒロ     | 79 °F / 26.1 ℃ | 79 °F / 26.1 ℃ | 79 °F / 26.1 ℃ | 79 °F / 26.1 ℃ | 81 °F / 27.2 ℃ | 82 °F / 27.8 ℃ | 82 °F / 27.8 ℃ | 83 °F / 28.3 ℃ | 83 °F / 28.3 ℃ | 83 °F / 28.3 ℃ | 81 °F / 27.2 ℃ | 80 °F / 26.7 ℃ |
| ホノルル | 66 °F / 18.9 ℃ | 65 °F / 18.3 ℃ | 67 °F / 19.4 ℃ | 68 °F / 20.0 ℃ | 70 °F / 21.1 ℃ | 72 °F / 22.2 ℃ | 74 °F / 23.3 ℃ | 75 °F / 23.9 ℃ | 74 °F / 23.3 ℃ | 73 °F / 22.8 ℃ | 71 °F / 21.7 ℃ | 68 °F / 20.0 ℃ |
| ホノルル | 80 °F / 26.7 ℃ | 81 °F / 27.2 ℃ | 82 °F / 27.8 ℃ | 83 °F / 28.3 ℃ | 85 °F / 29.4 ℃ | 87 °F / 30.6 ℃ | 88 °F / 31.1 ℃ | 89 °F / 31.7 ℃ | 89 °F / 31.7 ℃ | 87 °F / 30.6 ℃ | 84 °F / 28.9 ℃ | 82 °F / 27.8 ℃ |
| カフルイ | 63 °F / 17.2 ℃ | 63 °F / 17.2 ℃ | 65 °F / 18.3 ℃ | 66 °F / 18.9 ℃ | 67 °F / 19.4 ℃ | 69 °F / 20.6 ℃ | 71 °F / 21.7 ℃ | 71 °F / 21.7 ℃ | 70 °F / 21.1 ℃ | 69 °F / 20.6 ℃ | 68 °F / 20.0 ℃ | 65 °F / 18.3 ℃ |
| カフルイ | 80 °F / 26.7 ℃ | 81 °F / 27.2 ℃ | 82 °F / 27.8 ℃ | 82 °F / 27.8 ℃ | 84 °F / 28.9 ℃ | 86 °F / 30.0 ℃ | 87 °F / 30.6 ℃ | 88 °F / 31.1 ℃ | 88 °F / 31.1 ℃ | 87 °F / 30.6 ℃ | 84 °F / 28.9 ℃ | 82 °F / 27.8 ℃ |
| リフエ   | 65 °F / 18.3 ℃ | 66 °F / 18.9 ℃ | 67 °F / 19.4 ℃ | 69 °F / 20.6 ℃ | 70 °F / 21.1 ℃ | 73 °F / 22.8 ℃ | 74 °F / 23.3 ℃ | 74 °F / 23.3 ℃ | 74 °F / 23.3 ℃ | 73 °F / 22.8 ℃ | 71 °F / 21.7 ℃ | 68 °F / 20.0 ℃ |
| リフエ   | 78 °F / 25.6 ℃ | 78 °F / 26.6 ℃ | 78 °F / 26.6 ℃ | 79 °F / 26.1 ℃ | 81 °F / 27.2 ℃ | 83 °F / 28.3 ℃ | 84 °F / 28.9 ℃ | 85 °F / 29.4 ℃ | 85 °F / 29.4 ℃ | 84 °F / 28.9 ℃ | 81 °F / 27.2 ℃ | 79 °F / 26.1 ℃ |

## 交通

### 陸上

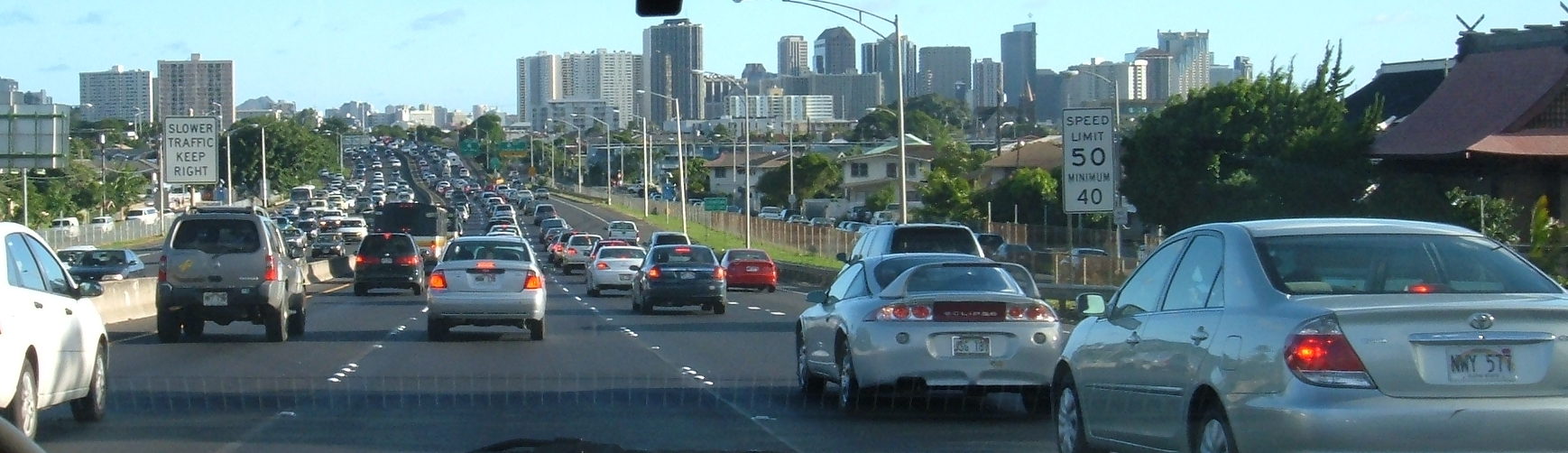
州間高速道路H-1号線

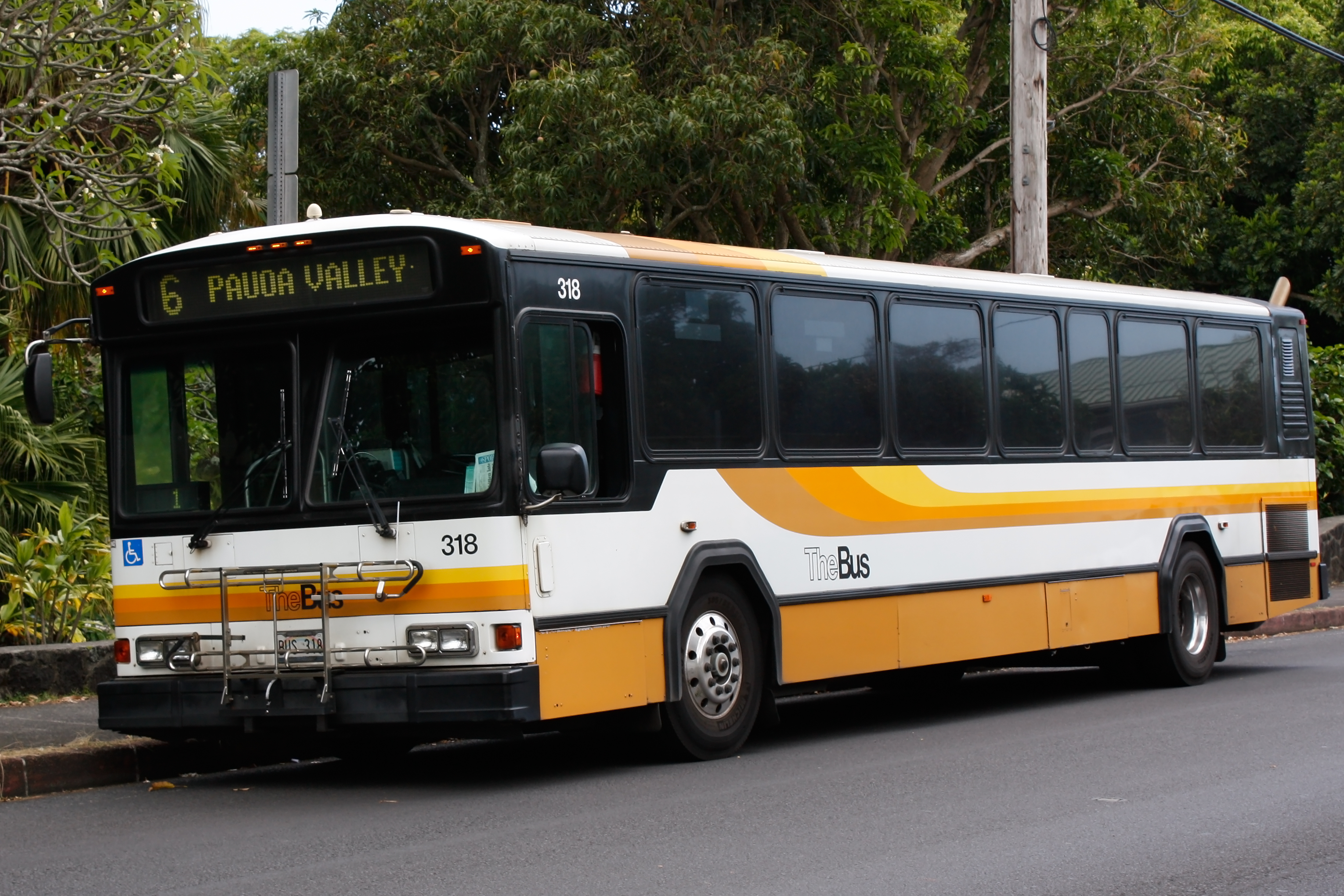
TheBus

主要な州間高速道路はオアフ島のみにH-1、H-2、H-3、および2005年より州道78号線（通称：Moanalua Freeway）が高速道路に昇格してH-201となり、合計4路線となった。多くの主要なアメリカの都市と同じく、ホノルルの大都市圏は特にアイエア（Aiea）、パールシティ（Pearl City）、ワイパフ（Waipahu）およびミリラニ（Mililani）の西方郊外から、ラッシュアワーの時間帯にかなりの交通渋滞が起こる。州道は主要な島の外周に配されている（ハワイ州の道路一覧を参照）。
公共交通機関は、オアフ島ほぼ全域をカバーする公営バスである「TheBus」があるほか、本数は少ないが、マウイ島、ハワイ島、カウアイ島の一部にコミュニティバス路線が存在している。
以前はハワイ州の大きな島には鉄道網があり、農産物や乗客を運んでいた。これらはすべて狭軌（多くは3フィート（914ミリ）、小島では2.6フィート（762ミリ）、アメリカ合衆国本土では4フィート8.5インチ（1,435ミリ））だった。鉄道会社の中でも最大のものはオアフ鉄道土地会社であり、ホノルルからオアフ島の西部や北部を結ぶ多くの路線を走らせていた。第二次世界大戦では兵員や軍需物資を運ぶことにも貢献した。往来が激しかったため列車の運行を円滑にする信号と、自動車を保護するために踏切に備えられたウィグワグがあった。本線は1947年に廃線となったが、一部はアメリカ海軍が買収し、1970年まで運行していた。
現在の州内の鉄道はオアフ島の非営利団体・ハワイ鉄道協会の運行する鉄道（エヴァーカヘ・ポイント）やマウイ島のさとうきび列車（Sugarcane Train）など、全長13マイル（21キロ）が観光用にわずかに残されているのみで、公共交通機関としての用はなしていない。オアフ島の西部が新興住宅地として急速に発展してきているのに対して、州間高速道路やバスのみでは慢性的な渋滞を引き起こしていることから、以前からモノレールを敷設する計画はあるものの、資金などの問題があり実現のめどは立っていなかった。
しかし2008年、ホノルルの住民投票でオアフ島西部とダウンタウン、ワイキキおよびハワイ大学を結ぶ鉄道計画に45億ドルの予算を承認、2011年2月22日に着工した。2017年までにイーストカポレイ - アロハスタジアム間が、2019年までにアロハスタジアム - アラモアナセンター間が開通する予定で、慢性的な渋滞の緩和が期待されている（スカイライン）。

### 航空

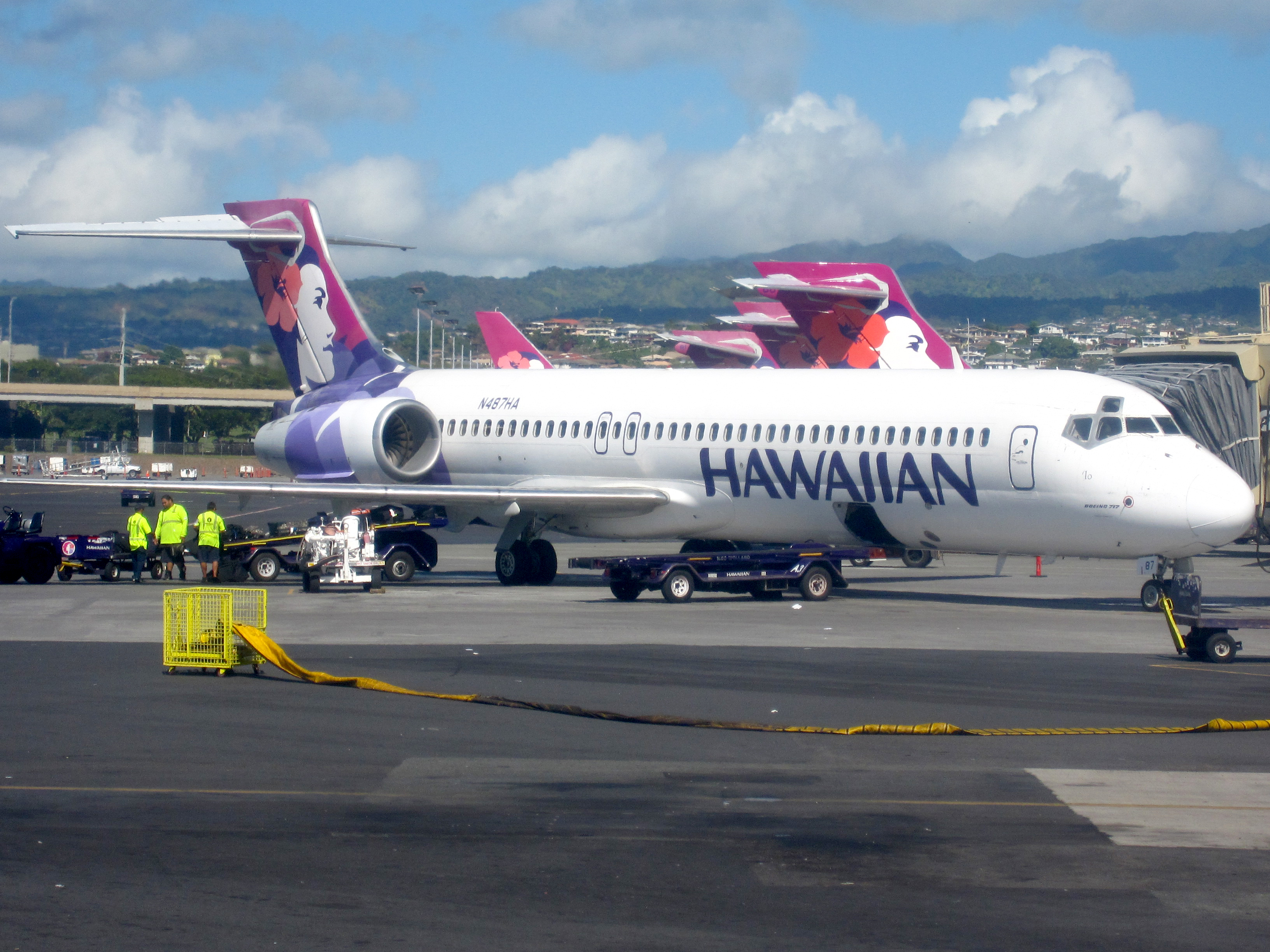
ハワイアン航空のボーイング717型機

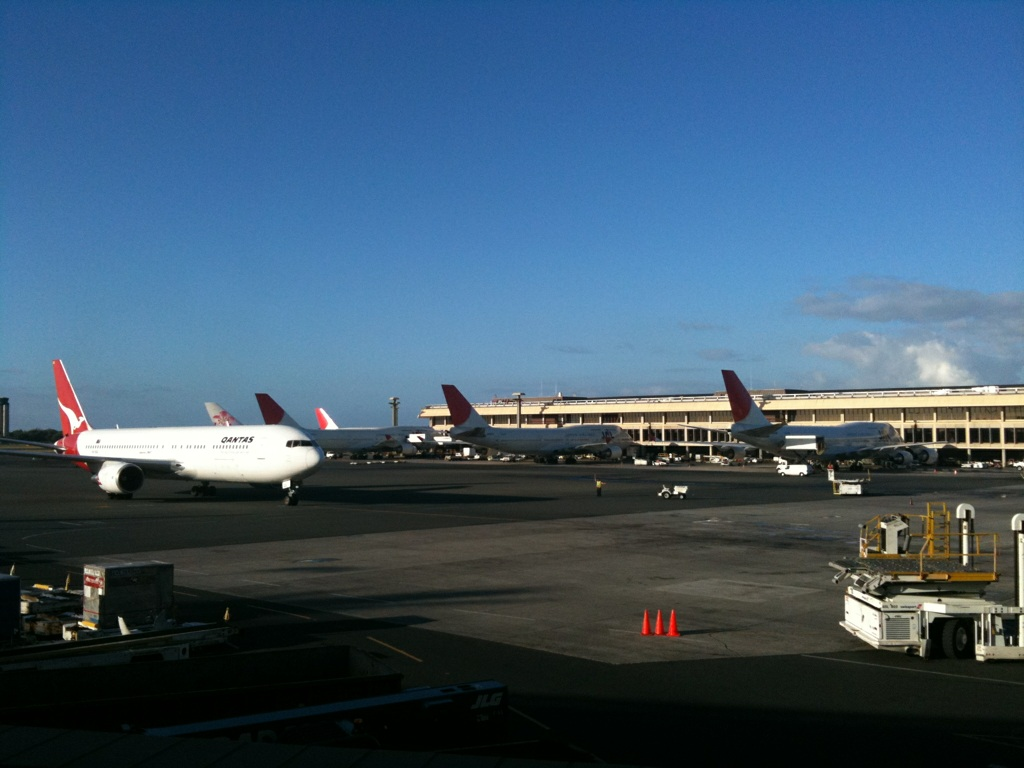
ダニエル・K・イノウエ国際空港

ハワイアン航空やモクレレ航空、サウスウエスト航空などが州内路線を運行している。また、ハワイアン航空が州外、国際線を運航しているほか、アメリカ本土やアジア、太平洋諸国から多数の国際線が乗り入れている。

#### 空港
定期民間旅客便が就航している州内の空港（特記しない限りハワイアン航空、サウスウエスト航空、モクレレ航空の定期便が就航）は以下の通りである。ハワイ諸島には、1つの島に必ず1つ以上の空港がある。
- オアフ島
  - ダニエル・K・イノウエ国際空港（ホノルル国際空港、HNL）
- マウイ島
  - カフルイ空港（OGG）
  - カパルア・ウエスト・マウイ空港（JHM）- アイランドエアーのプロペラ機が定期就航している。
  - ハナ空港（HNM）- パシフィック・ウイングのセスナ208「グランド・キャラバン」機が定期就航している。
- ハワイ島
  - エリソン・オニヅカ・コナ国際空港（KOA）
  - ヒロ国際空港（ITO）
  - ワイメア・コハラ空港（MUE）
- カウアイ島
  - リフエ空港（LIH）
  - プリンスビル空港（HPV）- 定期便は運航されていない。
- ラナイ島
  - ラナイ空港（LNY）- 小型機が定期就航している。
- モロカイ島
  - ホオレフア空港（MKK）- 小型機が定期就航している。

### 船舶
19世紀から1950年代までは民間の蒸気船やフェリーが島々を結ぶ唯一の交通手段だったため、オアフ島のホノルル港、ハワイ島のヒロ港などができた。1970年代半ばにはシーフライトが水中翼船を主要な島の間に就航させた。2007年12月より、カウアイ島、オアフ島、マウイ島、ハワイ島の4島間を結ぶハワイ・スーパーフェリーが就航していたが、幾度かの休止を経て2009年8月をもって運航会社が破産、事実上の廃止となった。運行会社は将来フェリー運航を再開したい意向を表明している。マウイ島からモロカイ島およびレナイ島には通勤専用のフェリーが運航しているが、車両は搬送していない。

## 人口動態

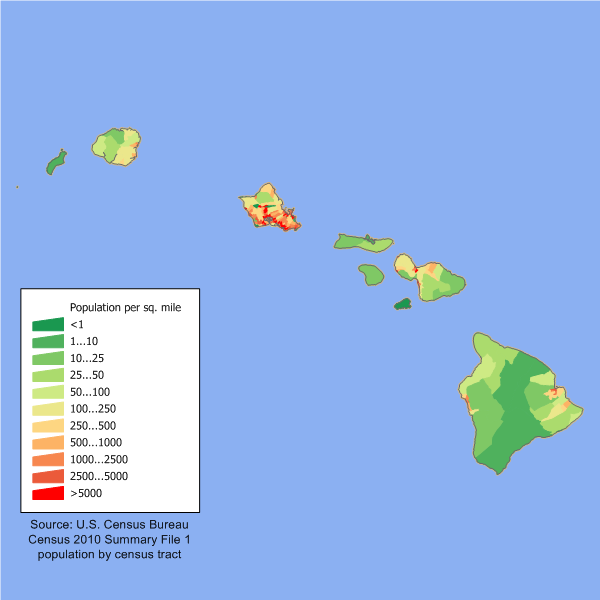
ハワイ諸島の人口密度図

2020年国勢調査時点で、ハワイ州の人口は1,455,271人で、2010年国勢調査時点より94,970人、すなわち6.98%増加した。ハワイ州の人口重心はオアフ島とモロカイ島の間となっている。
ハワイ州には140万人を超える常住人口のほか、アメリカ軍関係者や観光客が常にいる。州都ホノルルを有し、「人の集まるところ」という愛称のあるオアフ島が最も人口が多く、州全体の陸地の1割にも満たない1,546km2の陸地に、州の総人口の約7割にあたる1,016,508人（2020年国勢調査）が住んでおり、人口密度は657.5人/km2である。比較のためにアメリカ合衆国50州で最も人口密度が高いニュージャージー州の場合、陸地19,231km2に9,288,994人（2020年国勢調査）が住んでおり、人口密度は483.0人/km2であるが、オアフ島単体ではそれを上回ることになる。ハワイ州全体の人口密度は87.5人/km2で、オハイオ州、カリフォルニア州やイリノイ州より低く、全米50州の中で13位である。
ハワイ州の平均余命は2000年時点で79.8歳だった（男性で77.1歳、女性で82.5歳）。これは全米の中でもっとも高い数字である。
アメリカ軍軍事関係者は州内人口の約1.3％を占めている。

### 人種・民族構成
アジア系はフィリピン系と日系人を中心に、40%に近い多数派となっている。これはアメリカの全ての州で唯一のものであり、さらに混血の比率が高いこと、ほかの州で増加を続けているヒスパニックが少ないこと、白人や黒人が少ないことも大きな特徴である。
なお、中国系の多くがその歴史的背景から中華民国を支持（=反中国共産党）するほか、ベトナム系の多くがベトナム戦争後に崩壊した南ベトナムからの亡命者とその子孫で、残りの多くもボートピープルとして亡命してきた者である。最大多数の人種が50％を超えていない州はハワイ州とニューメキシコ州の2州のみである。
- 先住ハワイ人およびポリネシア系：5.9%（8万人超）
- アジア人：38.6%
  - フィリピン系：14.6%（19万8,000人）
  - 日系人：13.6%（18万5,000人）
  - 中国系：4.0%（5万5,000人）
  - 朝鮮系：1.8%（2万4,000人）
  - ベトナム系：0.6%
- ヒスパニック：8.9%（12万人）
  - プエルトリコ系：3.25（4万4,000人）
  - メキシコ系：2.6%（3万5,000人）
- 黒人：1.6%
- アメリカ・インディアン：0.3%
- 白人：24.7%（31万人、非ヒスパニック白人は22.7%）
  - ドイツ系：7.4%
  - アイルランド系：5.2%
  - イギリス系：4.6%
  - ポルトガル系：4.3%
  - イタリア系：2.7%
  - フランス系：1.7%
- その他：1.2%
- 上記人種との混血：23.6%（32万人）
  - ユーラシア系：4.9%（6万6,000人）

ハワイ州住人の82.2%はアメリカ合衆国の中で生まれている。外国生まれの住人のうちおよそ75.0%はアジア出身と申告している。

#### 日系人
アジア系の住民のなかでも特に日系人が多く、出身国（民族）別では第2位である。その影響もあって、ほかの49州と異なり、仏教徒の比率が高く、仏教寺院や神道神社も州内各所に点在する。
最初の無許可の日本人移民「元年者」150人は明治元年に募集が開始され、翌年の1868年6月19日にハワイに到着した。官約移民は1885年2月9日に到着した。現在日系人は1世から5世までが存在するといわれている。3世以降の日系人のほとんどは日本語が話せないが、簡単な単語程度なら理解できる者が多い。
また、日本の高度経済成長期以降、ハワイは日本人にとって人気の観光地かつ企業進出先であり、旅行会社や航空会社、さらに商社や自衛隊などハワイ在住の日本人駐在員が多い。またこれらの子女で、義務教育年齢を対象にした日本人補習校の生徒も2020年で500人近くと全米で10位以内に入る。
また企業経営者や留学生、別荘を所有し数か月単位の滞在を行う長期滞在者もオアフ島を中心に多く、その数は約2万人と言われている（領事館への届け出を行っている滞在者の総計であり、違法在住者など実際はもっといると思われる）。

#### ハワイ先住民
純血の「先住ハワイアン（Native Hawaiians）」は現在かなり減少している。
1959年、アメリカ合衆国のひとつの州となった。その植民地支配のためハワイアンの社会経済的地位は低下し、その影響は現在（2000年代）でも続いている。「先住ハワイアン」と言われる民族は、約10万人程度である。しかし、これらの人々の中でも純血と言える人は稀である。現在、純血のハワイアンは約8,000人に満たない。先住ハワイアンのうち98%は混血である。現在広く用いられているのは、1920年に成立した「ハワイ人住宅寄託法」で示された「キャプテン・クック来航以前にこの島々に住んでいた人々の血を50%以上引いていること」という定義である。先住民ハワイアンは州内人口の民族構成で5.9％に過ぎず、独自文化の存続を図るため、1980年にハワイ人問題事務局が設置された。2000年の米国内務省統計では、ハワイアン人口は全米で40万人強、そのうちハワイ州在住は約24万人、それ以外のハワイアンはカリフォルニア州居住が圧倒的である。ハワイアンはハワイ州総人口の約5分の1を占め、白人系、日系、フィリピン系に次ぐ集団となっている。
1990年代からハワイ先住民による主権回復運動（ハワイ独立運動・ハワイアン・ソブンティ運動：自決権あるいは独立要求）が盛り上がっている。

##### カメハメハ・スクールズ裁判
ハワイの伝統的な私立学校であるカメハメハ・スクールズは、先住ハワイアンの血を引く者のみしか入学できないというのが条件である。カメハメハ・スクールズはカメハメハ1世の直系の子孫であるバーニス・パウアヒ・ビショップが、遺言によって設立した私立学校であり、公的な助成金を一切受けておらず、また彼女の遺言によって先住ハワイアンの教育を旨とすべきことが学校の方針であった。
2003年にこの入学規定が非ハワイ人から「人種差別」だとして訴えられた。2005年9月の連邦巡回控訴裁判所において違法との判決を受けた。この判決には先住ハワイアンのみならずハワイ社会全体から広範な反発が起きた。2006年12月、巡回裁判所における再審理の結果、原判決が破棄され、ハワイ人優先入学制度は違法でないとされた。
カメハメハ・スクールズは上級審で逆転勝訴したが、敗訴した原告の白人少年側は「カメハメハ・スクールズが入学を許可しなかったことで生じた学習の遅れに対する損害賠償」を求めて反訴する意志を示し、合衆国最高裁に再審理を要求したが、判決が下る前に両者の間で和解が成立した。同校は現在もハワイ人優先の入学制度を維持している。
人類学者の井上昭洋によれば、これらの裁判は、1990年代のハワイ先住民による主権回復運動に対する反発が根底にあり、アメリカ社会における反アファーマティブ・アクション（バックラッシュ）の流れと無関係ではないとされる。

##### 先住ハワイアン政府再編成法
2009年12月28日、アメリカ合衆国下院天然資源委員会は、先住ハワイアン政府再編成法を承認した。これは先住ハワイアンに対し、民族自決のための政策決定権を認めるものであり、その認定事務および承認はアメリカ本土におけるインディアン、アラスカ・エスキモー、アレウトと同様に、アメリカ内務省によって行われる。合衆国インディアン事務上院委員会も、この法律を承認した。
天然資源委員会内ではこの法案について、「先住ハワイアンによる民族政府の樹立は合衆国憲法に違反する」と、ドク・ヘイスティングス下院議員を代表とする共和党員メンバーによって反対論陣が組まれてきた。
民主党員側では、ハワイ生まれのオバマ大統領を筆頭とする多数の議員、また先住ハワイアンだけでなく、アラスカ議会代表団、アラスカのインディアン、エスキモー団体がこれを支持している。

### 言語
ハワイ州の公式言語は1978年憲法で承認された英語とハワイ語である。
ハワイ語
ハワイ語はポリネシア人であるハワイ先住民が伝統的に用いたオーストロネシア語族に属する言語である。現代では母語とする話者は少ない。しかし近年は地名表記などにおいて、ハワイ語発音での表記が増加している。
日本語
日系移民が多かったこともあり、かつては簡単な日本語なら理解できる者が多かったが、英語の普及と移民排斥により話者は減った。第二次世界大戦後は日本からの観光客が増加したため、ワイキキ周辺では日本語が通じることもある。
英語
ハワイは英国のキャプテン・クックにより「発見」されたため、当時から英語が補助的に使われており、アメリカに併合後も英語（アメリカ英語）が引き続き使われている。2008年のアメリカ地域社会調査では、5歳以上のハワイ州住人の74.6％が家庭で英語のみを話している。
併合後には日系移民の間でピジン英語が話されるようになった。
他
ヨーロッパ系住人はその母国語を話すものも多い。スペイン語を話す住民は2.6%であり、1.6%がその他のインド・ヨーロッパ語族の言語を話している。アジアからの出稼ぎ労働者によりアジア系言語の話者は21.0%おり、中国語、タガログ語（5.37%）、イロカノ語（4.05%）などである。0.2%は異なる言語を話している。

### 宗教

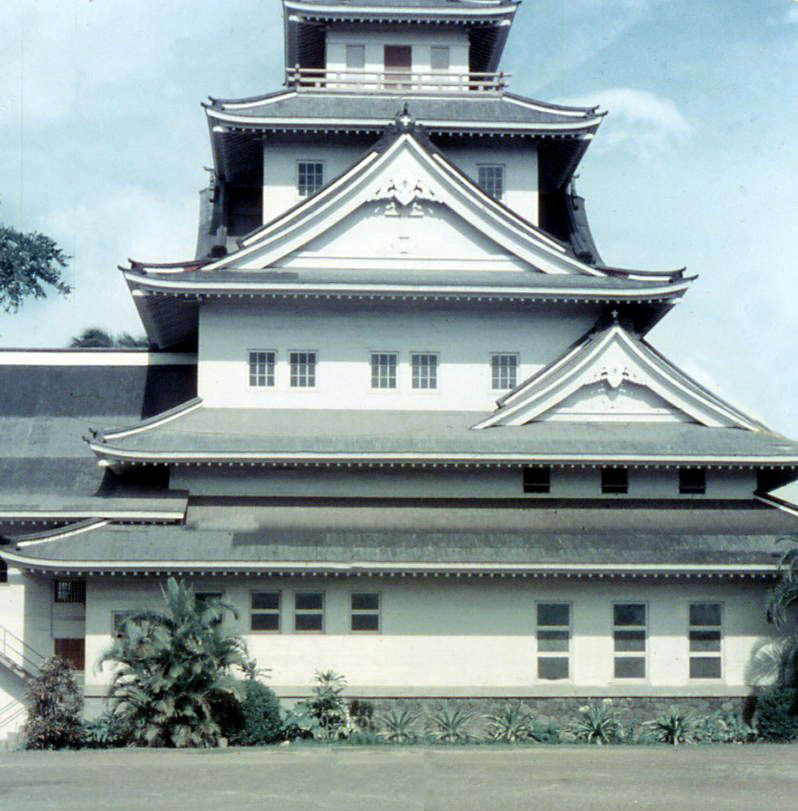
ハワイ州にある教会（1958年撮影）

2000年時点で信徒がもっとも多い宗派はキリスト教であり、次に大きく離れて仏教であった。宗派別信徒数は以下の通りである。
- キリスト教：35万1,000人（28.9%）
- 仏教：11万人（9%）
- ユダヤ教：1万人（0.8%）
- その他：10万人（10%）
- 無宗派：65万人（51.1%）

その他の宗派としては、バハイ教、儒教、道教、ハワイ宗教、ヒンドゥー教、イスラム教、シーク教、神道、ゾロアスター教などがある。
無宗派には不可知論者、無神論者、人道主義者、不信仰者が含まれる。

## 主な国勢調査指定地域

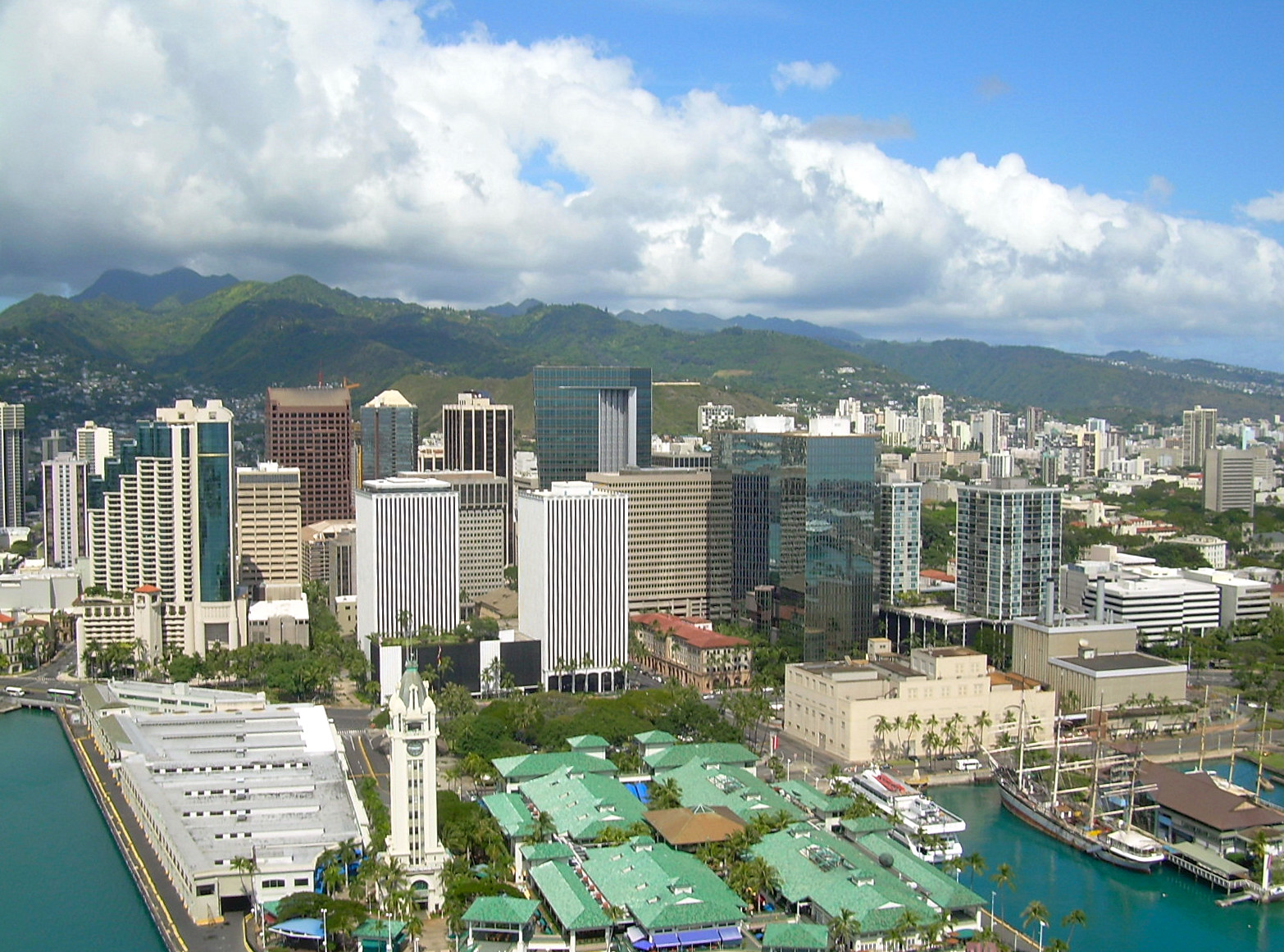
ホノルル（アーバンホノルル）のダウンタウン

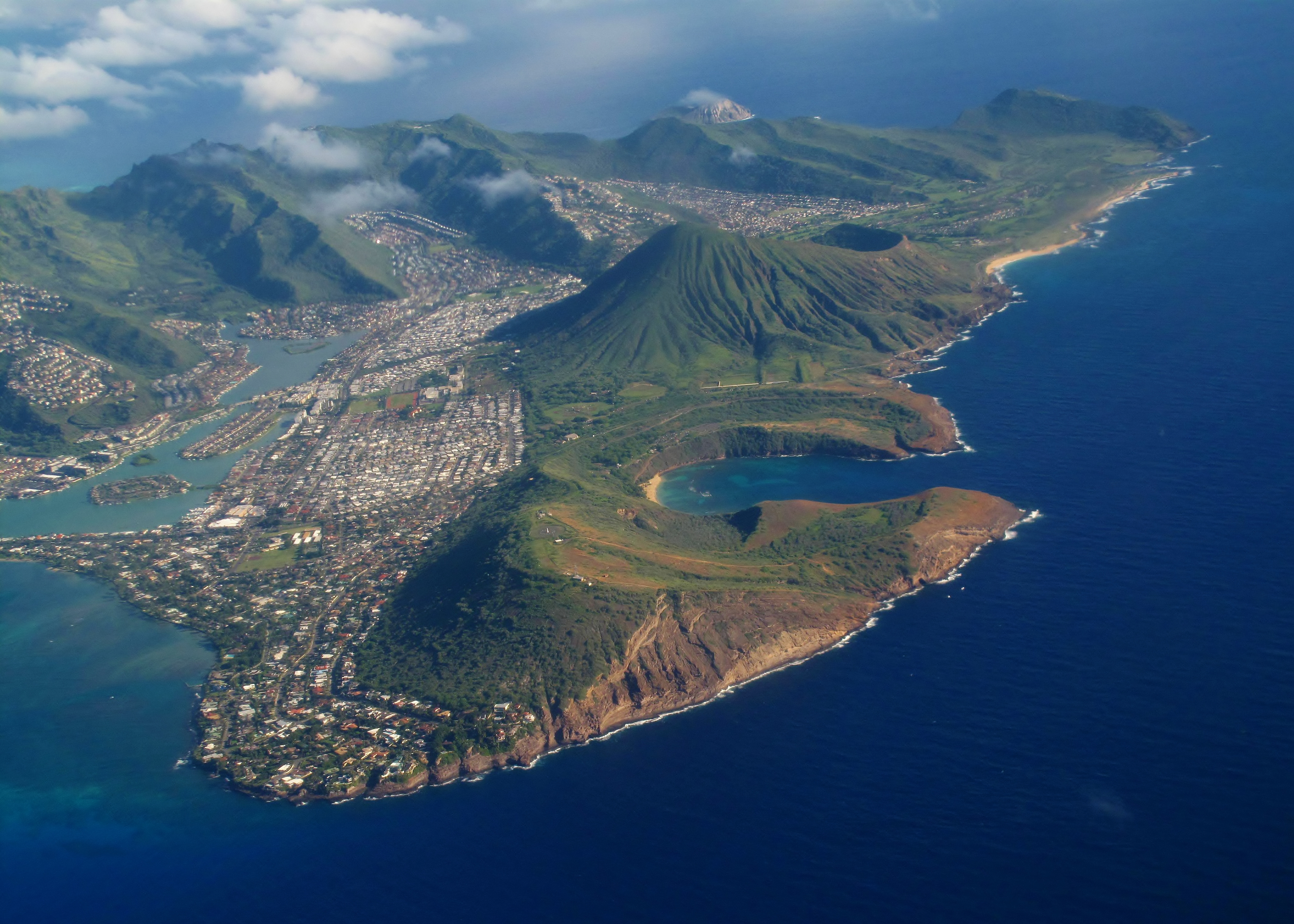
イーストホノルル

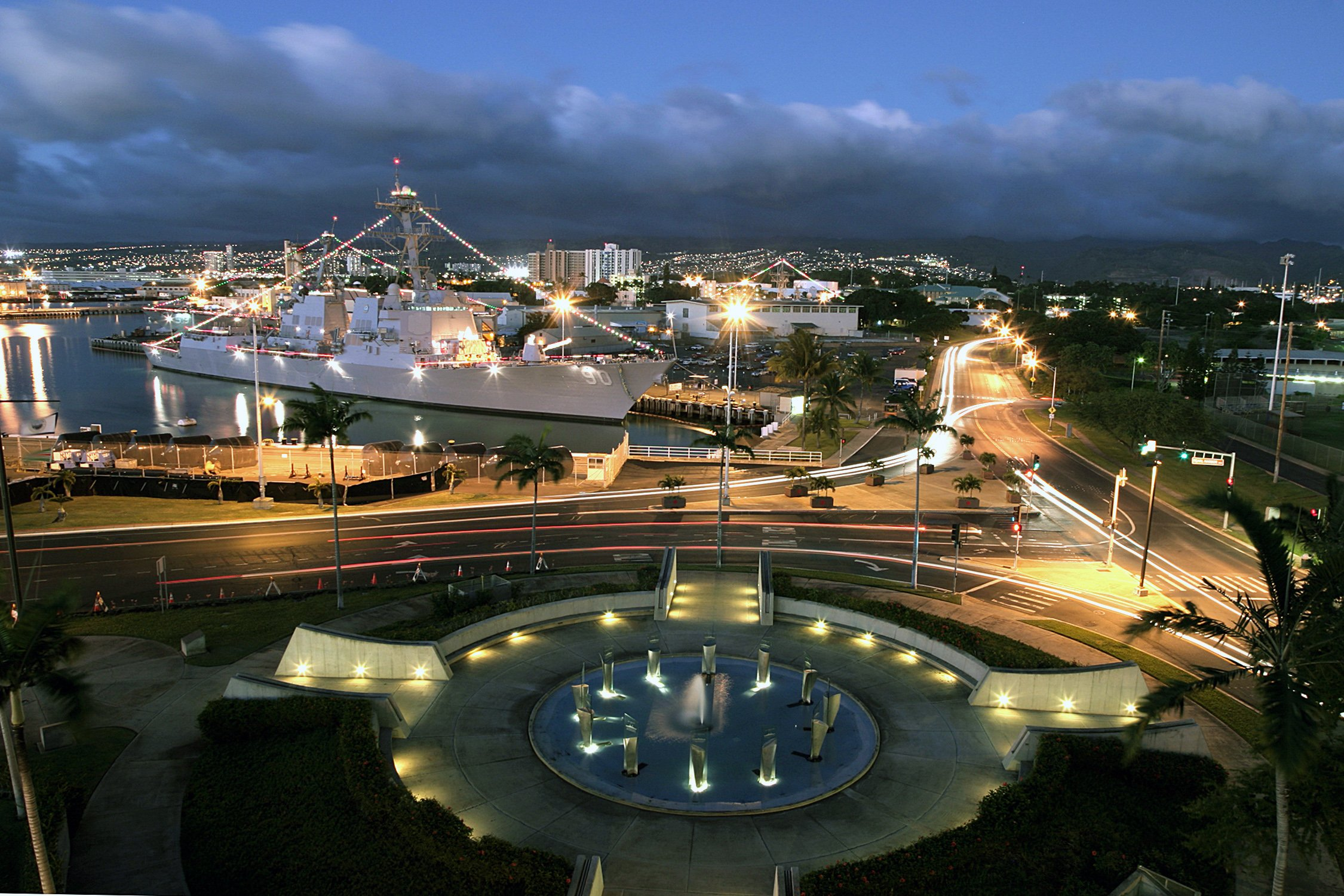
パールシティ

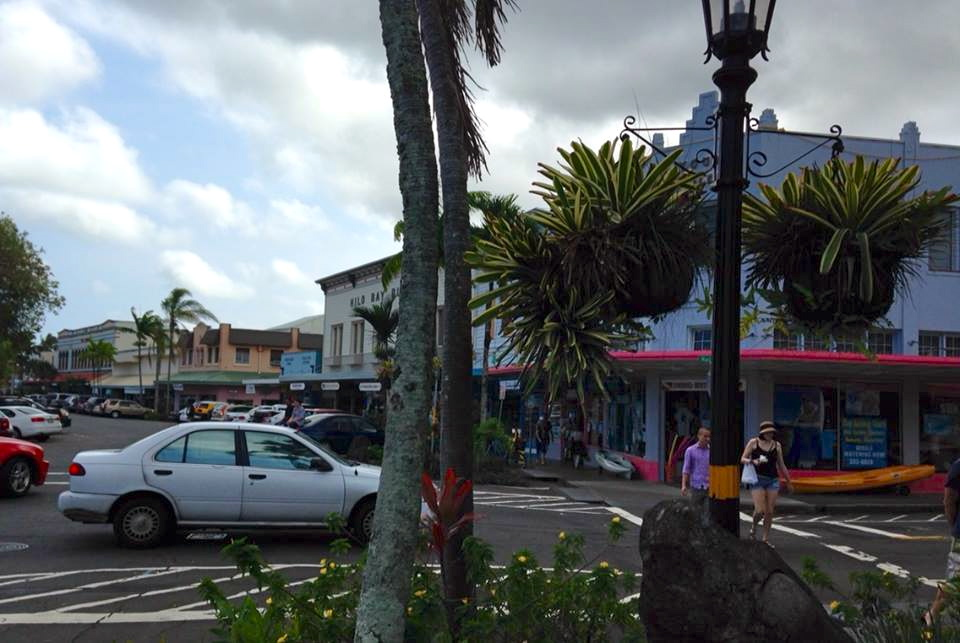
ハワイ郡最大CDPである、ハワイ島のヒロ

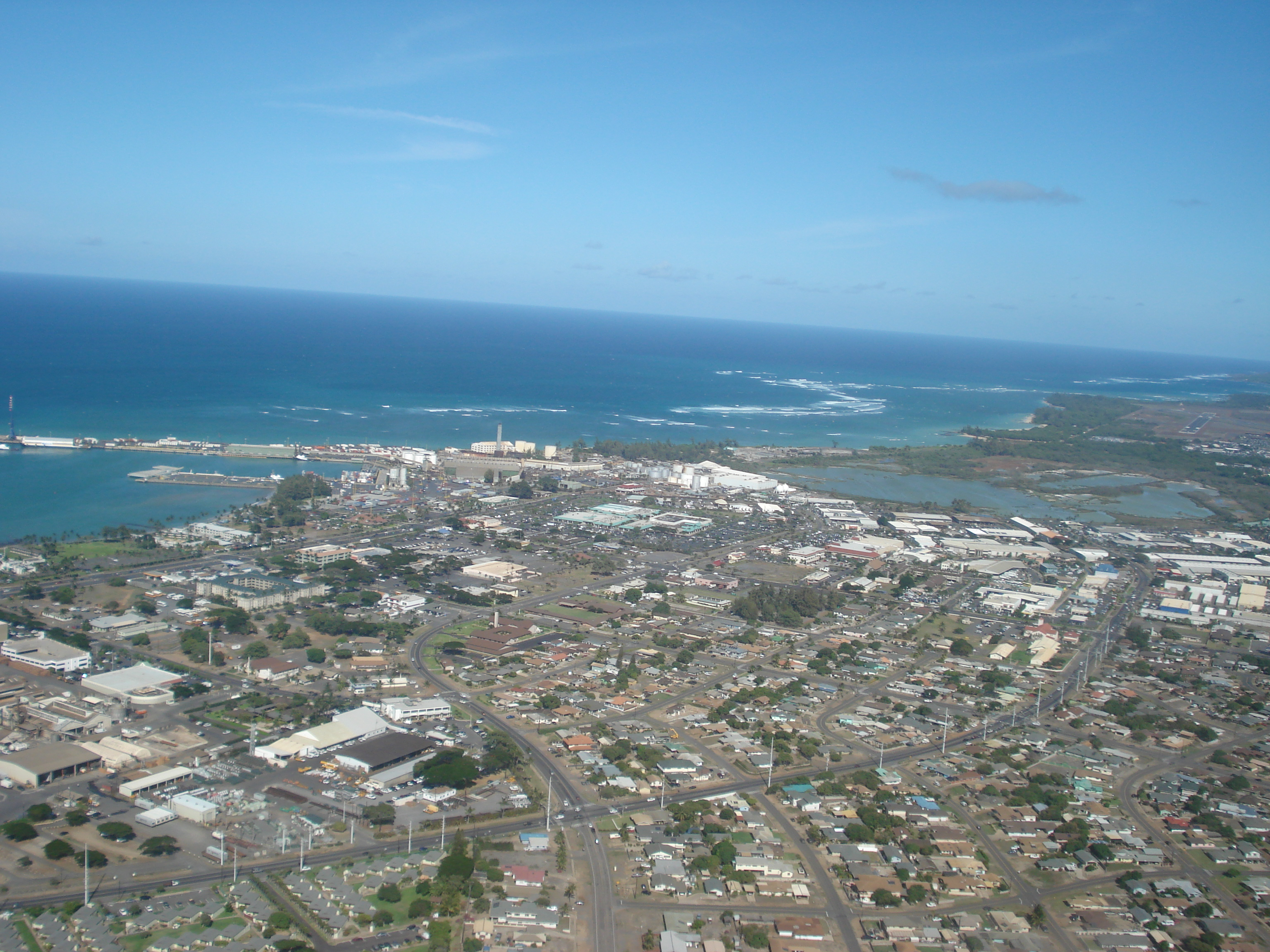
マウイ郡最大CDPである、マウイ島のカフルイ

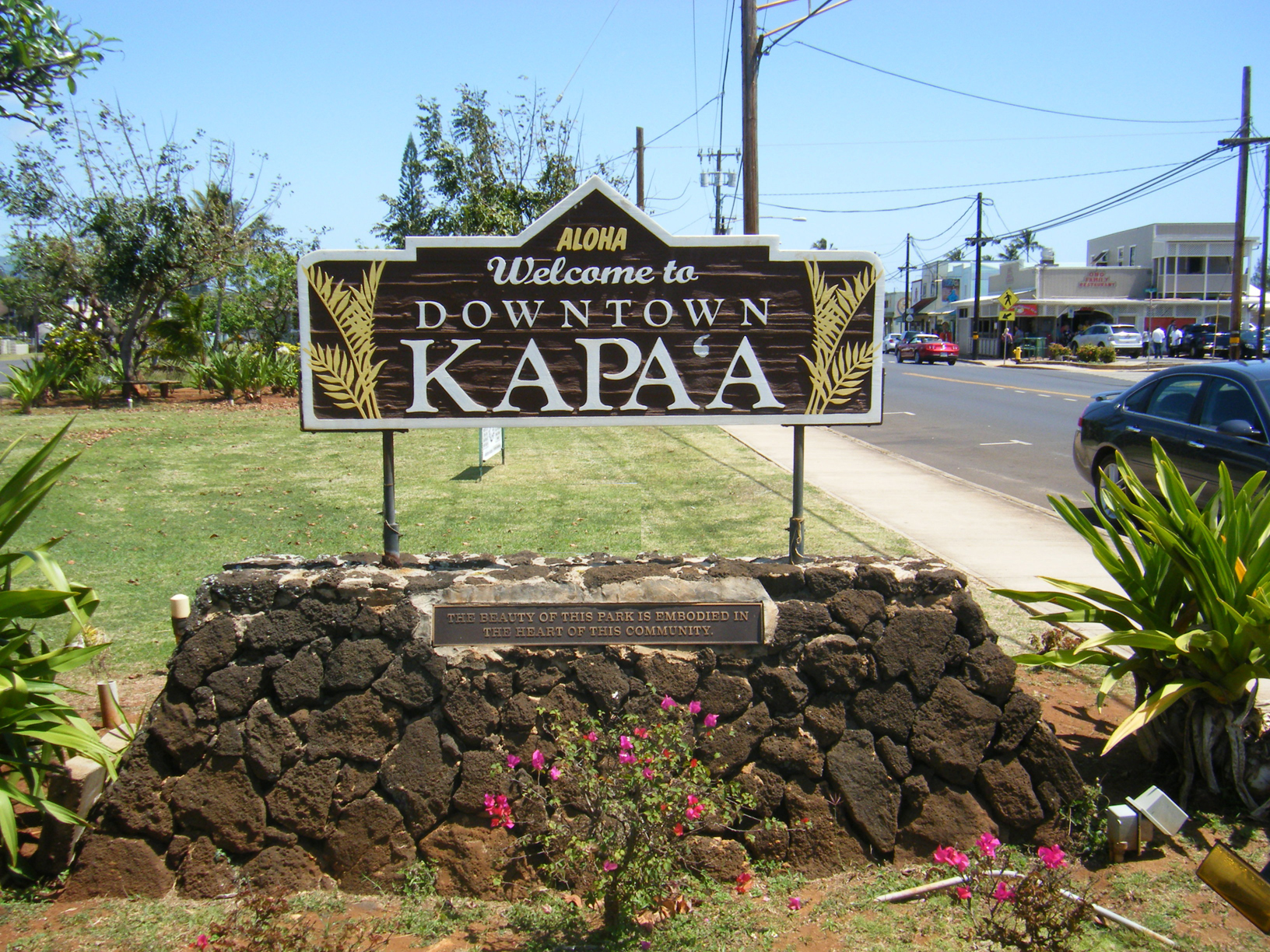
カウアイ郡最大CDPである、カウアイ島のカパア

ハワイ州においては、法人化された自治体は州都ホノルル市郡以外に存在しない。ホノルル市郡域はオアフ島全体にわたり、アーバンホノルル都市圏の定義範囲と一致する。統計上の通例では、アーバンホノルル国勢調査指定地域（CDP）が「ホノルル市」として扱われるが、アーバンホノルルもまた法人化された自治体ではなく、従ってホノルル市郡と別個の政府を有しているわけではない。そのため下表では、人口の多い国勢調査指定地域を人口順に列挙する。なお、人口の数値は2020年国勢調査による。
| 順位 | CDP              | 人口    | 郡           |
| ---- | ---------------- | ------- | ------------ |
| 1    | アーバンホノルル | 350,964 | ホノルル市郡 |
| 2    | イーストホノルル | 50,922  | ホノルル市郡 |
| 3    | パールシティ     | 45,295  | ホノルル市郡 |
| 4    | ヒロ             | 44,186  | ハワイ郡     |
| 5    | ワイパフ         | 43,485  | ホノルル市郡 |
| 6    | カイルア         | 40,514  | ホノルル市郡 |
| 7    | カネオヘ         | 37,430  | ホノルル市郡 |
| 8    | カフルイ         | 28,219  | マウイ郡     |
| 9    | ミリラニ         | 28,121  | ホノルル市郡 |
| 10   | エワジェントリー | 25,707  | ホノルル市郡 |

なお、上表には入っていないが、カウアイ郡最大のCDPであるカパアは2020年国勢調査時点での人口11,652人で、州全体では第30位である。カラワオ郡は郡内にCDP自体が1つも存在せず、アフプアアと呼ばれる、伝統的な地域区分のみが存在する。

## 政治と法律

### 州政府

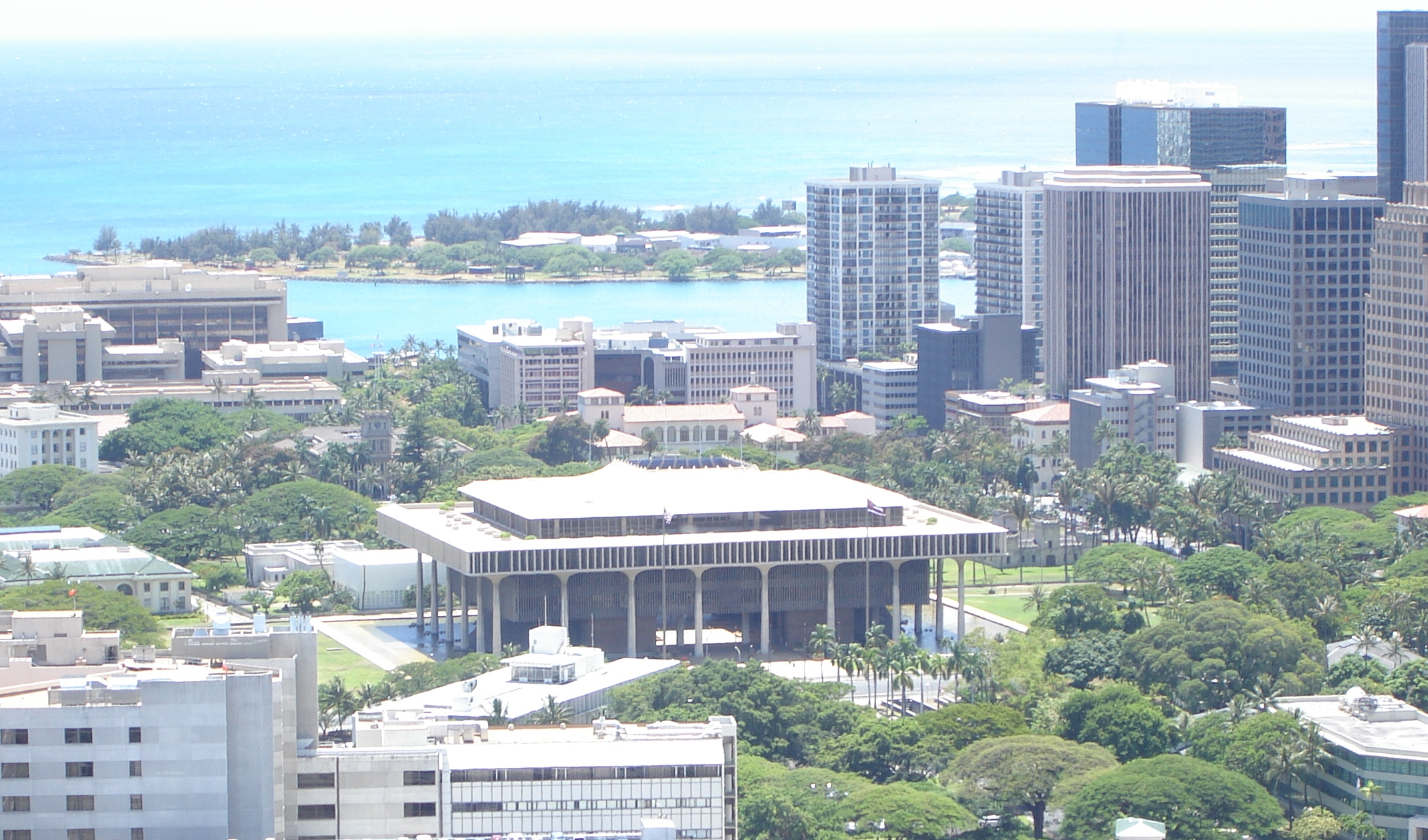
ハワイ州議会議事堂、パンチボウル・クレーター縁から見下ろす

ハワイ州政府はハワイ王国時代にはイギリスの政治体制、その後、ハワイ王国の転覆（Overthrow of the Kingdom of Hawaii）のころから徐々にアメリカ合衆国連邦政府をモデルとしている。ハワイ州憲法に規定され、行政、立法および司法の三権が分離されている。
行政府は知事が指導し、副知事の補佐を受ける。どちらも組み合わされた候補者名簿から選出される。知事は州全体で選出される唯一の役人であり、ほかの役人は知事が指名する。副知事は州務長官を務める。知事と副知事は州議会議事堂にあるオフィスから20の機関を監督する。知事公邸はワシントン・パレスである。法執行機関は州警察ではなく州公安部の保安官。
州行政府の部門（Department）は、英文名称順に次のようになる。
- 会計・総合サービス部（Accounting & General Services, DAGS）
- 農業部（Agriculture, HDOA）
- 州司法長官部（Attorney General, AG）
- 予算・財務部（Budget & Finance, B&F）
- ビジネス・経済発展・ツーリズム部（Business, Economic Development & Tourism, DBEDT）
- 商務・消費者関連部（Commerce & Consumer Affairs, DCCA）
- 防衛部（Defense, DOD）
- 教育部（Education, DOE）
- ハワイアン・ホームランド部（Hawaiian Home Lands, DHHL）
- 衛生部（Health, DOH）
- 人的資源開発部（Human Resources Development, DHRD）
- 人事部（Human Services, DHS）
- 労働・産業関連部（Labor & Industrial Relations, DLIR）
- 土地・自然資源部（Land & Natural Resources, DLNR）
- 公安部（Public Safety, DPS）
- 税務部（Taxation, HDT）
- 交通部（Transportation, DOT）

このほかに、州知事オフィスをはじめとする局（Agency）がある。
立法府はハワイ州議会で、51人の議員からなる下院と25人の議員からなる上院の両院制である。ハワイ州会議事堂で審議を行っている。
司法府の最高機関はハワイ州最高裁判所であり、アリイオラニ・ハレを裁判に使っている。その下に高等裁判所、地区裁判所、家庭裁判所などがある。
2023年現在の州知事は、民主党のジョシュ・グリーン（2022年12月 - ）。
日系約20万人、フィリピン系約17万人などアジア系住民が多い州であるため、州議会にもその住民構成は反映され、日系人の州議会議員も多く活躍しているほか、日系人の連邦議員もこれまでに数多く選出され続けてきている。
法律面では、州法で人種差別を禁止しており、アメリカの中でもアジア系を含めた非白人系の移民が多いことが窺い知れる。また、自然保護に関する法律は多いが、それを現実のものとするための資金が不足しているのも事実である。以前よりカジノ構想が議会で持ち上がり、資金不足の解消を試みるが、何度も可決されずに終わっている。現在の州法では一切のギャンブルが禁止されており、宝くじも販売されていない。そのためか、ハワイ州民の観光旅行先としてラスベガスは常に一番人気である。
現在、ハワイ州においては、死刑制度は廃止されている。

### 地方行政
ハワイ州特有の統治事情は自治体がないことである。地域社会はすべて郡のレベルで管理されている。唯一法人化された地域はホノルル統合市郡であり、オアフ島全体を統治している。郡の行政官は郡長（mayor、市長と同じ）と呼ばれ、すべて無党派選挙で選ばれている。
ハワイ州には次の5郡が置かれている。
- ハワイ郡 - ハワイ島全島
- ホノルル市及びホノルル郡 - オアフ島及び北西ハワイ諸島
- カラワオ郡 - モロカイ島のカラウパパ半島部（全米で最小の郡）
- カウアイ郡 - カウアイ島及びニイハウ島
- マウイ郡 - マウイ島、ラナイ島、カホオラウェ島各島全体、及びカラワオ郡を除くモロカイ島（同島の大部分）

### 連邦政府への代表
ハワイ州から連邦議会には上院議員2人、下院議員2人を送り込んでいる。2013年時点で4人全員が民主党員であり、さらにそのうち3人は女性である。

#### 下院
州内のうち、ホノルルなどをオアフ島南東部を含む下院第1選挙区からは、前ハワイ州議会上院議員のコリーン・ハナブサが選出されている。ハナブサは、アバクロンビー現州知事の知事選出馬・下院議員辞職に伴って実施された2010年5月の補欠選挙では、同じく出馬を模索したエド・ケース元下院議員との候補統一に失敗し党内が分裂、ライバル共和党のチャールズ・ヂョウの前に苦杯を嘗めたが、同年11月の中間選挙では直前までの接戦観測を覆し、得票率にして6ポイントの差を付けてヂョウを破り、雪辱を果たした。2012年の選挙でも再選を果たし、現在2期目である。
州内の他の部分を含む下院第2選挙区からは、前ホノルル市議会議員のトゥルシ・ガダードが選出されている。ガダードは、上院に転出したメイジー・ヒロノに代わり、2012年11月6日の選挙に出馬・当選し、現在1期目である。ガダードは、連邦議会初のサモア系かつヒンドゥー教徒の議員である。また、ハワイ州の陸軍州兵としてイラクに従軍した経験があり、同じく2012年の選挙で初当選したタミー・ダックワースと並び、戦闘地域での任務経験がある女性連邦議会議員となっている。

#### 上院
上院議員には、現在ブライアン・シャーツとメイジー・ヒロノの2人が選出されている。
ハワイ州では、日系のダニエル・イノウエが先任上院議員として、1963年1月3日から約50年にわたり同職を務めていた。イノウエは、2010年6月にはロバート・バードの死去にともない上院の最先任上院議員となり、上院多数派の最長老に与えられるアメリカ合衆国上院仮議長を務めていたが、2012年12月17日に死去した。2012年11月6日の選挙では、現職だったダニエル・アカカの引退にともない後継として出馬した福島県生まれの日本人移民メイジー・ヒロノが当選し、イノウエが存命であれば2013年1月からハワイ州の上院議員はすべて日系で占められるはずであったが、イノウエの死去にともない立ち消えとなった。
イノウエの後継には、アバクロンビー州知事の下で副知事を務めていたブライアン・シャーツが指名され、2012年12月26日付で就任した。イノウエの任期は本来2017年1月（2016年改選）までであったが、2014年の中間選挙にあわせて補欠選挙が実施された。

#### その他
ハワイ州にある連邦政府機関はアロハタワーとホノルル港に近いプリンス・クヒオ連邦政府ビルに入っている。同ビルには連邦捜査局（FBI)、国税庁（IRS)、およびアメリカ合衆国シークレットサービスが事務所を構えており、ハワイ州連邦地方裁判所やハワイ地区連邦検察局も入居している。

#### 大統領選挙
| 年     | 共和党         | 民主党         |
| ------ | -------------- | -------------- |
| 2016年 | 29.44% 128,847 | 60.98% 266,891 |
| 2012年 | 27.84% 121,015 | 70.55% 306,658 |
| 2008年 | 26.58% 120,446 | 71.85% 325,588 |
| 2004年 | 45.26% 194,191 | 54.01% 231,708 |
| 2000年 | 37.46% 137,845 | 55.79% 205,286 |
| 1996年 | 31.64% 113,943 | 56.93% 205,012 |
| 1992年 | 36.70% 136,822 | 48.09% 179,310 |
| 1988年 | 44.75% 158,625 | 54.27% 192,364 |
| 1984年 | 55.10% 185,050 | 43.82% 147,154 |
| 1980年 | 42.90% 130,112 | 44.80% 135,879 |
| 1976年 | 48.06% 140,003 | 50.59% 147,375 |
| 1972年 | 62.48% 168,865 | 37.52% 101,409 |
| 1968年 | 38.70% 91,425  | 59.83% 141,324 |
| 1964年 | 21.24% 44,022  | 78.76% 163,249 |
| 1960年 | 49.97% 92,295  | 50.03% 92,410  |

ハワイ州は直近14回のアメリカ合衆国大統領選挙のうち12回を民主党支持とした。共和党を支持したのは1972年（リチャード・ニクソンの2期目）と1984年（ロナルド・レーガンの2期目）である。2004年の場合、民主党候補のジョン・ケリーが有効投票総数の54％を得て、対立候補共和党のジョージ・W・ブッシュに9％と差を付けてハワイ州の選挙人4人を獲得した。州内5郡全てが民主党候補を支持した。1964年にはハワイ州生まれのハイラム・フォンが共和党候補者指名を求めた。また1972年には同じくパッチー・ミンクがオレゴン州予備選に出馬した。
ホノルル生まれの第44代アメリカ合衆国大統領バラク・オバマは、当時イリノイ州選出のアメリカ合衆国上院議員であり、2008年の選挙で大統領に当選した。2008年2月19日に開かれた民主党ハワイ州党員集会では76％の票を得て候補指名された。オバマは主要政党の候補者として指名を求めたハワイ出身者としては3人目であり、初の党指名候補になった。

### 祝日
現在アメリカ合衆国の版図となっている地域では唯一、西洋人にも認知された王朝が成立しており、それをアメリカが強制的に併合したこと、また現在の50州の中で最後に立州されたことという歴史的背景もあり、連邦政府が定める祝日（アメリカ合衆国の祝日の項目参照）とは別に、下記の祝日が州独自に定められている。 
- プリンス・クヒオ誕生日 - 通称クヒオ・デー（3月26日）
- グッド・フライデー
- カメハメハ一世誕生日 - 通称カメハメハ・デー（6月11日）
- ステートフッド・デーまたはアドミッション・デー - 通称ステートフッド・デー（8月第3金曜）

なお、ステートフッド・デー（1959年にハワイが準州から州に昇格した記念日）が祝日とされる代わりに、連邦の祝日であるコロンブス・デー（10月第2月曜）を、ハワイ州政府では祝日とみなしていない。

## 経済
ハワイ州の経済史は主たる産業が移り変わってきたことが特徴である。すなわち白檀材、捕鯨、サトウキビ、パイナップル、軍需、観光 および教育である。1959年以降は観光業が最大産業であり、1997年では州内総生産の24.3％を占めている。

### 初期の経済
かつてハワイ州の経済は「ビッグファイブ」（Big Five）と呼ばれる、大手砂糖会社を筆頭とする複合企業群によって支えられていた。これらの企業群は20世紀初頭に台頭し、1960年代に至るまでハワイ州の政治・経済を牛耳ってきた。ビッグファイブとは、アレクサンダー・アンド・ボールドウィン（Alexander & Baldwin）、キャッスル・アンド・クック（Castle & Cooke）、C・ブリュワー（C. Brewer）、シーオ・H・デイビーズ（Theo H. Davies）、アムファック（Amfac）である。
プランテーションで働くためアジアからの移民も増加した。
1970年代に入り砂糖のプランテーションが次々に閉鎖されると、これらビッグ・ファイブの傘下にあった企業は中核の本部を除いては他州の企業に買収・併合されていった。

### 現代の産業一般
2007年のハワイ州の州内総生産は583.07億ドル(約5兆円)である。滋賀県(約6兆円)とほぼ同じ経済規模である。
現在は公共部門、軍需、観光の3本柱である。パイナップルはかつてラナイ島単独で全米の生産量の90%、全世界生産量の75%を産出していたほどだが、農業の比率は過去に比べ下がっている。現代ではコナコーヒーなど、高付加価値の農作物が中心である。近年では不安定な観光業に依存する体質から脱却するため、政府では就農を促している。
軍需については、州内に数多くの軍事基地を抱え、軍や関連産業による経済への影響は大きい。2009年、アメリカ軍はハワイ州で122億ドルを消費したが、これは国内予算の18％に相当した。アメリカ合衆国国防総省の人員75,000人が州内に住んでいる。
観光については、年間6,982,425人、うちアメリカ国内からが4,592,650人、国外からは2,389,775人、そのうち日本からは年間1,239,481人（いずれも2010年）が訪れる国際的観光地であり、軍需と並びハワイ州を支えている。近年では多数の観光客を呼び込む方針から、持続可能な開発目標を掲げ自然環境に配慮した観光地への転換を目指している。
離島であるため工業製品のほとんど、また燃料の全てを米本土からの輸入に頼ることから平均物価は州単位では全米一高く、全米平均のおよそ1.5倍に相当する（2位はニュージャージー州の1.25倍）が、その一方で、平均年収は全米平均とほぼ同程度であるため、可処分所得は全米平均以下と言える

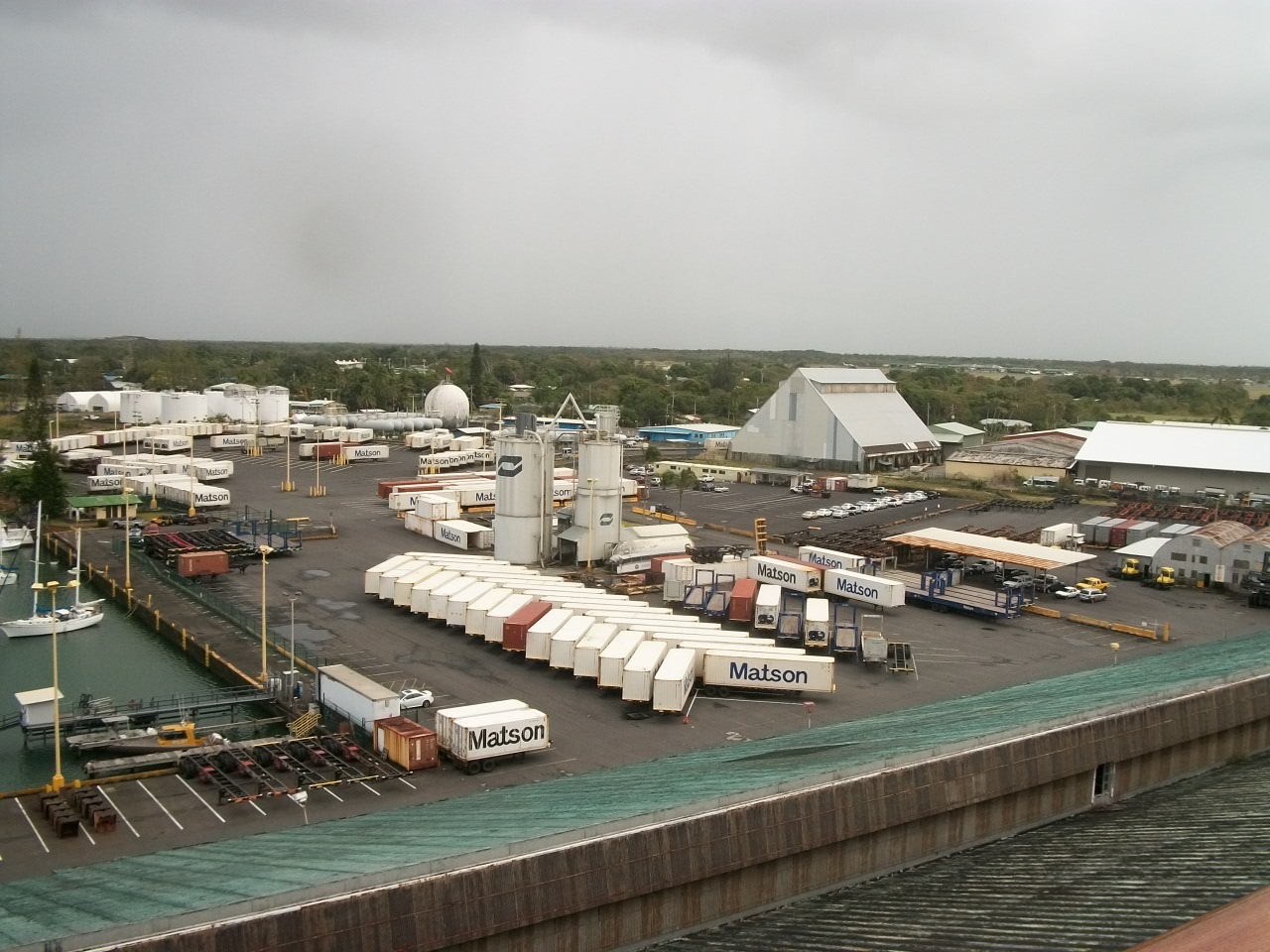
ハワイ州の積出港

ハワイ州からの輸出品としては食品や衣料品がある。しかし例えばアメリカ合衆国西海岸であってもかなりの輸送距離があるためにハワイ州の経済に占める役割は小さい。輸出食品にはコーヒー、マカダミアナッツ（ハワイアンホスト・グループなど）、パイナップル、サトウキビ、家畜などがある。ハワイ農業統計局に拠れば2002年の農産物売上高は3億7,090万ドルであり、パイナップルは1億60万ドル、サトウキビは6,430万ドルだった。ただし、サトウキビ栽培はマウイ島のプウネネだけにアレクサンダー&ボールドウィンの農場が唯一残っていたが、2016年12月で廃業しハワイでの商用サトウキビ栽培は途絶えた。
ハワイ州の課税は比較的重い。2003年、一人当たり税徴収額は2,838ドルとなり、全米50州の中で最高だった。これは教育、健康管理および公共事業が全て州によって行われることに起因しており、他州では地方政府が担当している。
数多い観光客は消費税やホテル客室税を払うことによってハワイ州の税収入に貢献している。つまり全ての税収が住民から徴収されているわけではない。しかし企業経営者は税負担が重いので、高い物価と、取引には有効的でない風土という認識を作っていると見なしている。近年では環境保全の財源確保のため、グリーン・フィーと呼ばれる税金が検討されている。
ハワイ州はガス・キャップ法（排出ガス規制法）によってガソリン価格を規制する数少ない州の1つである。石油会社の利益はアメリカ合衆国本土と比較されて監視されているので、この法律によって州内ガソリン価格は本土と同じにされている。この法はハリケーン・カトリーナで価格が変動した2005年9月に効力を発揮したが、2006年4月には棚上げされた。
現在経済を産業別に会社名なども記述して続けると、まずマスコミ関係の新聞業界では、オアフ島で発行されている『ホノルル・スター・アドバタイザー』がハワイ州の代表的新聞で、全島で読まれている。これ以外に各島でも地元紙が発行されていて、例えばハワイ島では『ウェスト・ハワイ・トゥデイ』と『ハワイ・トリビューン・ヘラルド』である。経済関係の新聞では、『パシフィック・ビジネスニューズ』がある。全米をカバーするABC/CBS/NBCなどの商業テレビネットワークおよび「PBSハワイ」公共放送サービス、全島をカバーするハワイ・パブリック・ラジオおよび各島のラジオ放送局などがある。
金融関係では、ハワイ州に本部があるバンク・オブ・ハワイ、ファースト・ハワイアン・バンク、セントラル・パシフィック・バンク、アメリカンセービング銀行、各種信用組合（ハワイ州連邦信用組合、ハワイコミュニティー連邦信用組合など）などの銀行は州内各地に支店も多く、個人・企業相手に営業をしている。邦銀も含めて、ハワイ州以外に本部がある銀行はホノルルに集中していて、企業相手をおもな事業としている。
エネルギー供給分野では、電力はハワイ電力工業がほぼ全島をカバーしており、ガソリンはアロハ石油、シェル石油、シェブロン、76、テソロ石油などの石油販売会社、コストコなどの量販店のガソリンスタンドで行われている。ガスはハワイガスにより配布されている。流通関係では、全米チェーンのウォルマート、セーフウェイなど以外に、地元資本のフードランドとその子会社Sack 'N Save、KTAスーパーストアズなどがある。
運輸関係では航空産業が大きく発達しており、ハワイアン航空が圧倒的な力を見せているが、全米の主要航空会社および世界の主要航空会社がハワイへ乗り入れている。海運ではマトソン社が国際海運、パシャ・ハワイがハワイとアメリカ大陸間に、ヤング・ブラザーズ・ハワイがハワイ諸島間に活躍している。通信関係では、ハワイアン・テルコム電話会社、チャーター・コミュニケーションズのOcean Spectrum通信ケーブル、全米をカバーするAT&Tなどの携帯電話会社がカバーしている。
こうした各種産業での大会社のハワイアン航空、モクレレ航空、ハワイ電力工業、ハワイアン・テルコム、バンク・オブ・ハワイ、ファースト・ハワイアン・バンク、ABCストアなどはホノルルに本社を置いて全島業務を展開しており、その他の会社は各島を中心にコナビール会社、ハワイヌイビール会社などが活躍している。

### 生活費
ハワイ州、特にホノルルの生活費はアメリカ合衆国の主要都市に比べて極めて高い。しかし、ニューヨーク市と比べれば6.7％、サンフランシスコ市と比べれば3.6％低い。この数字には「アメリカ合衆国本土以外」の顧客に対して課される旅費や輸送費の増加、販促機会の不足という要素を含めていない可能性がある。オンラインショップの中にはハワイに対する注文に送料を取らないものもあるが、多くの商店はハワイ州、アラスカ州、プエルトリコなどの海外領土を商圏の対象から外している。
2000年時点で住宅価格の中央値は272,700ドルだったが、全国平均はその半分以下の119,600ドルだった。カリフォルニア州でも211,500ドルであり、ハワイ州は全米で最も住宅価格が高い州である。全米不動産協会の最近の調査では、ホノルルの一戸建て住宅価格中央値を607,600ドル、全米の値を173,200ドルとしている。この年、カリフォルニア州シリコンバレーで602,000ドルであり、ホノルルは最も住宅価格が高い都市になった。
2018年に発表された全米の世帯別収入調査の結果では、家計のやりくりに苦労している世帯の比率は平均43%と高率であったが、州別ではハワイ州は49%に達し、ニューメキシコ州やカリフォルニア州と並んで全米ワーストを記録した。

### ホームレス問題
近年、前述の生活費の高さと特に他の州から移住するホームレスが増加し、ワイキキなどの観光地にも溢れかえるなど深刻化しており、2015年10月には非常事態宣言が発令された。
2020年には新型コロナウイルスによる影響で観光業が打撃を受け、オアフ島などで増加した。

## 教育

### 大学・短期大学
- ブリガムヤング大学ハワイ校
- トランスパシフィックハワイカレッジ
- シャミナード大学
- ハワイ・パシフィック大学
- ユニバーシティー・オブ・ザ・ネイションズコナ校
- ハワイ大学システム
  - ハワイ大学マノア校
  - ハワイ大学ウエスト・オアフ校
  - ハワイ大学ヒロ校
  - 各島にコミュニティーカレッジ（短期大学）
- ハワイ東海インターナショナルカレッジ - 東海大学の海外教育機関の一つ。米国西地区学校・大学協会の認可（アクレディテーション）を受けた短期大学。

### 公立学校
ハワイ州はアメリカ合衆国の州の中で唯一、州全体で統合された教育体系を持っている。意志決定は州教育委員会の14人の委員が行っている。委員会は政策を決定し、州のハワイ州教育省を監督する教育監督官を雇用する。教育省は7つの地区に分けられており、4つがオアフ島に、他の3郡に各1つが配されている。
教育の中央集権化を行う主な理由は人口の多いオアフ島と人口の少ない諸島との間の格差、さらに収入の格差による影響を無くすことである。アメリカ合衆国本土では公立学校が地方の資産税で運営されている。
教育者は英語を話さない移民の子弟と取り組む必要がある。それら子弟の文化は本土のものとは異なっている。
公立の小中学校および高校で行われる共通試験（落ち零れ防止法の下で行われている）の成績は全国平均より劣っている。この差は、州教育委員会が全ての資格在る生徒に試験を受けさせ、全ての結果を報告しているからである（例えばテキサス州やミシガン州の場合はそうはしていない）。2005年8月の報告では全州282の学校のうち、185校が数学とリーディングで連邦政府の最低標準に届かなかった。
一方2005年のACTカレッジ・クラス分けテストでは、上級生の成績が全国平均（20.9）より僅かに高い21.9となった。広く行われているSAT試験では、ハワイ州のカレッジを指向する生徒が数学以外のあらゆる教科で全国平均より低い成績となる傾向がある。

### その他の学校
州内には独立系のイオラニ学校、カメハメハ学校、中部太平洋学校、およびプナホウ・スクールがある。合衆国第2、州内第1の仏教系学校である太平洋仏教徒アカデミーが2003年に開校した。先住民が管理する最初の公立チャータースクールはカヌオカアイナ新世紀チャータースクールである。
独立系学校やチャータースクールはその生徒を選別できるが、通常の公立学校は学区内の生徒を全て受け入れなければならない。カメハメハ学校は合衆国内で唯一先祖によって生徒受入の判断基準を設けている学校であり、全米で最も豊かな学校である。資産額は90億ドル以上である。2005年の生徒数は5,398人であり、そのうち8.4％が先住民の子弟である。

## 芸術・文化
ハワイの土着文化はポリネシア系のものである。ハワイは太平洋中部と南部に拡がる広大なポリネシア三角の北端である。伝統的なハワイ文化は現在でも色濃く残っていて、全島で儀式や伝統行事の再演が行われている。ルアウ（ハワイ式宴会）やフラなど大きく変化した形態ではあるが、アメリカ合衆国に影響を与えたものもある。
アメリカ本土の他、日本などからの移民が持ち込んだ文化も影響を与えている(後述)。

### 文学
ハワイに於ける文学は、ハワイ先住民が文字をもたず、口承文学として伝えられてきて、19世紀に欧米人の宣教師が文字を伝えてから文章化された『クムリポ』などがその代表的なものである。その後マーク・トゥエインの『ハワイ通信』、イザベラ・バードの『ハワイ紀行』、最近はジェームズ・ミッチェナーの『ハワイ』、ポール・セローの『ホテル・ホノルル』などのような、ハワイ諸島を舞台とし有名になったノンフィクション作品・フィクション作品を「ハワイ文学」と呼称されていたが、近年はハワイ出身の作家による作品を指して呼称するように、その定義は変化してきた。
バンブー・リッジ・プレス社が出版する季刊誌ボンバーリッジは、地元現代作家の作品を掲載した文学誌で、1998年にアメリカ文学賞を受賞したNora Okja Keller、1993年にプッシュカート賞を受賞したルイス・アン・ヤマナカなど、注目を集める作家が多数輩出されている。

### 音楽・舞踏・舞台芸術
ハワイには、古代から継承された芸能としてメレとフラがある。多神教だった古代のハワイ人が祭祀として、またハワイ人は以前は文字を持たなかったため、歴史の口頭伝承の一環として行なっていた歌と踊りである。
メレはハワイ人の神への祈りである。ハワイの音楽は伝統音楽やポップスなど豊かに発展してきた中、20世紀に創始された土着音楽として、ハワイアン・ポップスがある。この音楽はスラックキーギターや、西洋風の裏声など、欧米からもたらされたものであるが、現在ではハワイを代表する芸能の一つとして広く愛好されている。ハワイ独特の楽器として知られるウクレレは、19世紀にポルトガル移民が持ち込んだ楽器が原型と言われている。ウクレレの日（ukulele day in hawai'i）は2月13日。
フラには古代の形式に近いフラ・カヒコ（古典フラ）と、ハワイ人などの現代のポップ音楽を大幅に取り入れたフラ・アウアナ（現代フラ）に分けられる。フラ・アウアナはウクレレなどの演奏にあわせて踊られるが、フラ・カヒコにおいては歌あるいはイプ（瓢箪）や太鼓などの打楽器のみを用いる。
毎年メモリアル・デーの週末にはオアフ島・ホノルルでハワイ音楽の年間最優秀者がナ・ホク・ハノハノ賞で表彰される。また、イースターの時期には、ハワイ島のヒロで、「フラのオリンピック」とも呼ばれる競技会・メリーモナークフェスティバルが行われる。日本はハワイ音楽も舞踏も盛んな国で、毎年のナ・ホク・ハノハノ賞受賞者とメリー・モナーク・フェスティヴァルの優秀ダンサーを招いて、9月に「フェスティバル・ナ・ヒヴァヒヴァ・ハワイ」が開催される。 
以上のハワイ独自の伝統以外に、ハワイ交響楽団、ハワイ・オペラ・シアター、ダイアモンドヘッド・シアターなどがあり、ハワイ州の音楽・舞踏・舞台芸術の世界を豊かにしている。

### アロハシャツ
アロハシャツの由来については諸説あるが、日本人が持ち込んだ和服の布地を転用したのが由来という説が有力である。なお、ハワイではアロハシャツは男性の正装とみなされ、州議会や公式の場でもアロハシャツ着用という姿をしばしば目にし、オフィス街であってもスーツ姿はさほど多くはない。ちなみに観光ガイドによれば、ハワイ内においてある程度格式あるレストランでも、アロハシャツ着用であれば正装として認められることが記されている（これは観光客がラフな服装でフォーマルな場所であるレストランで食事をすることを戒めた内容でもある）。

### 食文化
食文化については、メキシコ人や東南アジア人、白人など地域外からの移民も極めて多い州らしく、各国からの移民が持ち込んだ多様な食文化が見られる。大皿に様々なオカズを並べて食べる「ミックスプレート（プレートランチ）」は、プランテーション農業時代に、各地の移民が持ち寄った食べ物をみなで分け合った名残である。
生魚の切り身を使った「ポキ」と呼ばれる料理がハワイ名物として知られる他、「パシフィック・リム・クイジーヌ」と呼ばれる、日本料理の技法やフランス料理の技法をもとに地元の食材を調理した料理も考案され、人気を集めている。近年では伝統的なポリネシアの食文化も健康の面から見直されており、「ポイ」と呼ばれるタロイモのペーストがあちこちで売られている。
特に人数の多かった日本人が持ち込んだ和食の影響は大きく、「Bento（弁当）」、「Shoyu（醤油）」、 「Teriyaki（照り焼き）」、 「Musubi（むすび）、（おにぎりの意味）」など、日本語がそのまま現地語化したものも数多くある。ハワイに日本食が息づいていることは、第二次世界大戦の終戦直後に「ララ物資」を経由して、ハワイ産の醤油や味噌が日本へ贈られたことからも窺い知れる。
2010年代後半から広東住血線虫症の患者が発生する傾向にあり、衛生当局は果物や野菜、特に葉物野菜は流水で洗ってから食べるよう勧告している。

### 海洋文化

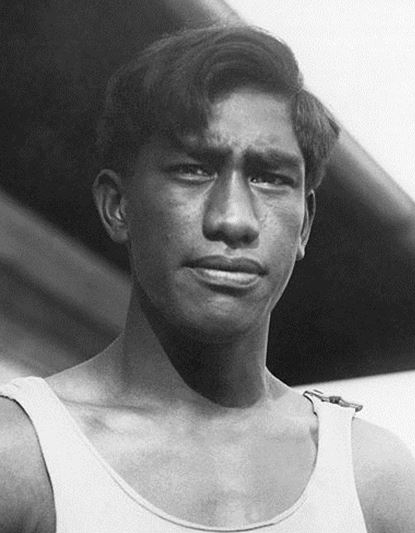
デューク・カハナモク

サーフィンはハワイが発祥の地とされており、古くはデューク・カハナモク、近年ではアンディ・アイアンズ、ジョン・ジョン・フローレンスなどの名サーファーを輩出している。またハワイは1980年代以降、リモート・オセアニア海域各地で盛んになった航海カヌー文化復興運動でも主導的な役割を果たした。特に1975年に建造された航海カヌー「ホクレア」と、航法器具を一切使用しない推測航法技術を復活させたナイノア・トンプソンの活躍は広く知られている。
2018年7月3日、サンゴ礁保護のためサンゴの白化など有害性が認められるとして、紫外線吸収剤であるオキシベンゾンとオクチノキサートが含まれる日焼け止め剤の販売と流通を禁じる法案に知事が署名した。2021年1月1日より発効される。

### ロミロミ
ロミロミは、古代ハワイアンの医療として発達し、現代のリラクゼーションとしてアンティ・マーガレットがはじめて世に紹介した。

### 劇場
劇場には、歴史的な「ハワイ・シアター」（Hawaii Theatre）、現代的な「ブレイズデル・センター」（Neal S. Blaisdell Center）などがある。環太平洋の映画界では有名になったハワイ国際映画祭が開かれている。ホノルルでは昔からLGBTの映画祭であるレインボウ映画祭も開かれている。

### 美術館・博物館
ホノルルにはビショップ博物館、ホノルル美術館などがあり、その他の博物館、美術館などが各島にある。

### オーケストラなど
- ハワイ交響楽団
- ハワイ・オペラ・シアター

### スポーツ
立地的に北米4大プロスポーツリーグ（NFL、NBA、MLB、NHL）のチームが存在した事は一度もない。ただし1980年から2009年まで、毎年2月にNFLがプロボウルをスーパーボウルの翌週にアロハ・スタジアムで行っていた。なお、メジャースポーツではないがNFLのオフシーズンに行われる、アリーナフットボールのプロチームである「ハワイ・アイランダーズ」がある。大学スポーツ界は州内ではハワイ大学が最有力であり、全米ランク2位になった事のあるバレーボールチームや、全米ベスト25に入ったことのあるアメリカン・フットボールチームが有名である。また、オアフ島北東部にある「ブリガムヤング大学ハワイ校」には、2004年に日本人として初めてNBAでプレーした田臥勇太が在籍していた事でも知られる。

### 史跡
- ホノウリウリ抑留キャンプ（国定史跡）[86]。

## ネイション・オブ・ハワイ
ハワイ国独立主権国家プウホヌア・オ・ワイマナロ・ヴィレッジ。1993年、ハワイ王国侵略謝罪法案によってネイティブハワイアンにワイマナロの55エーカーの土地が返還され、ハワイ独立自治国が誕生した
。

## 日本との関わり
古くより日系人が多いことにより日本文化が生活に浸透していることや、またかつては大相撲の力士（高見山大五郎、小錦八十吉、曙太郎、武蔵丸光洋）を輩出したこと、海外旅行の目的地として比較的近いため国外からの観光客数国別1位であることなど、経済的、文化的にもハワイ州と日本とのつながりは強い。

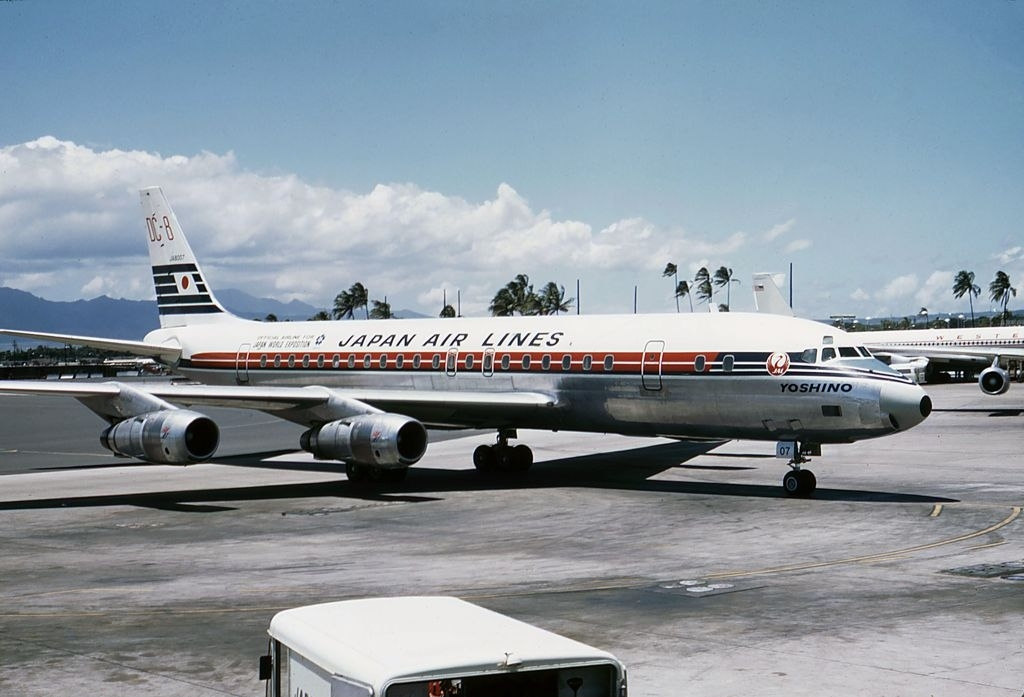
ホノルル国際空港に駐機する日本航空のダグラスDC-8(1969年)

1954年（昭和29年）に日本航空が乗り入れを開始し、1959年（昭和34年）ハワイ州が全米50番目の州となった年にショッピングセンターアラモアナセンターが開業した。当初から東急グループ傘下のデパート・白木屋が出店、ハワイ州議会は東急と白木屋による投資を賞賛する決議を行った。
1970年代後半以降には日本人の海外旅行の定番となったハワイ旅行であるが、当初は高嶺の花であり1964年（昭和39年）4月1日の海外旅行自由化の1週間後に出発した日本航空の7泊9日の戦後初ツアーの費用は364,000円（大卒の初任給約2万円のころ）であった。同年には日本交通公社（現在のJTB）がハワイに支店を開設、翌1965年（昭和40年）には日本初のパッケージツアー「ジャルパック」が登場するなど、現在に通じる日本人のハワイ観光の基礎は準備された。
また、小佐野賢治率いる国際興業は早くからハワイの観光資源に注目、日本人による海外旅行が自由化される前年の1963年（昭和38年）の時点でロイヤル・ハワイアン、モアナ・サーフライダー、シェラトン・プリンセス・カイウラニといったワイキキの名門ホテルを買収している。当時の日本人にとってハワイは憧れの地であり、1960年代のテレビ番組『アップダウンクイズ』（毎日放送）では「夢のハワイ旅行」が景品となっていたほか、1961年（昭和36年）に寿屋（現在のサントリー）がはじめたCMも『トリスを飲んでHawaiiへ行こう!』というものであった。

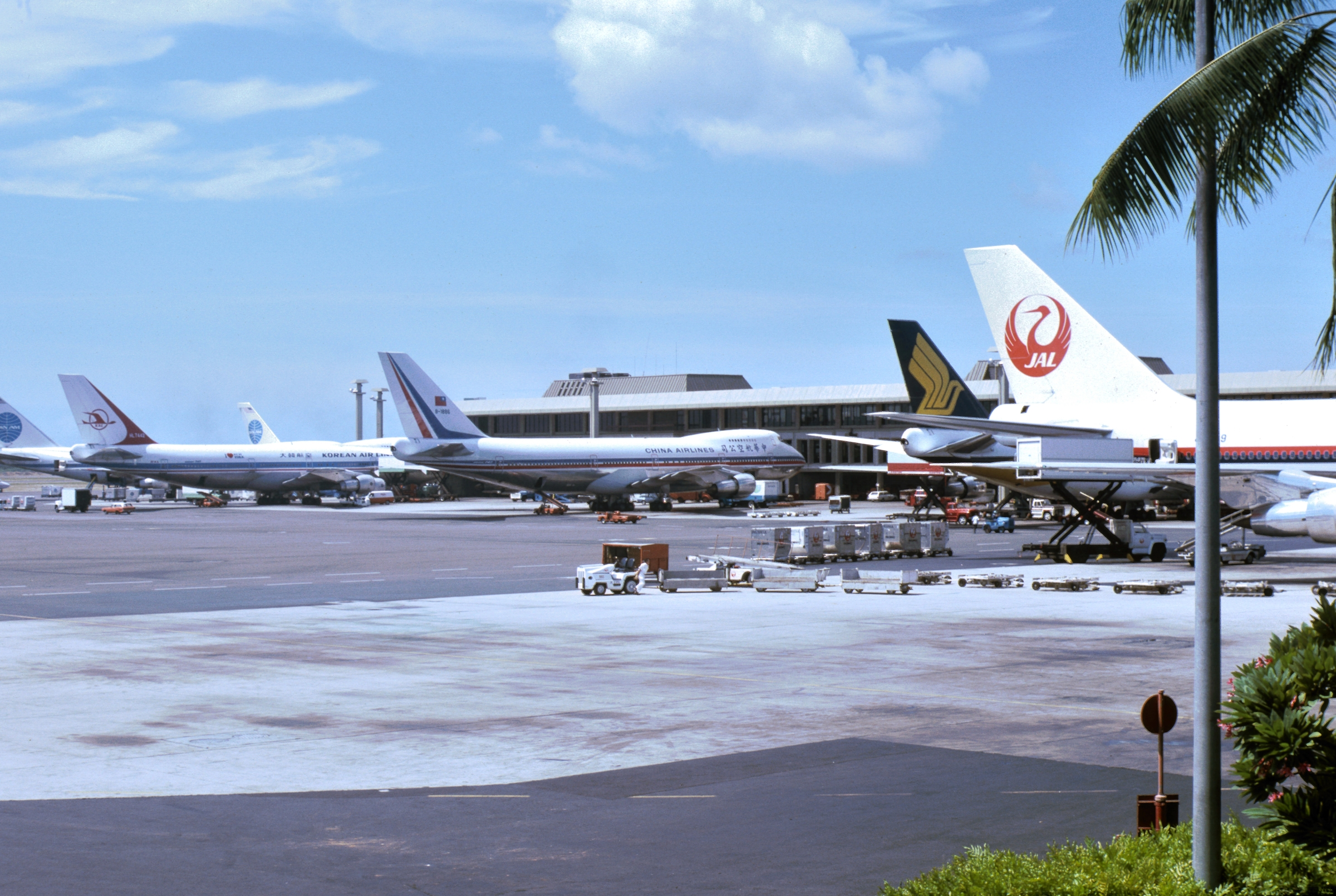
日本航空やシンガポール航空ボーイング747が並ぶホノルル国際空港（1981年）

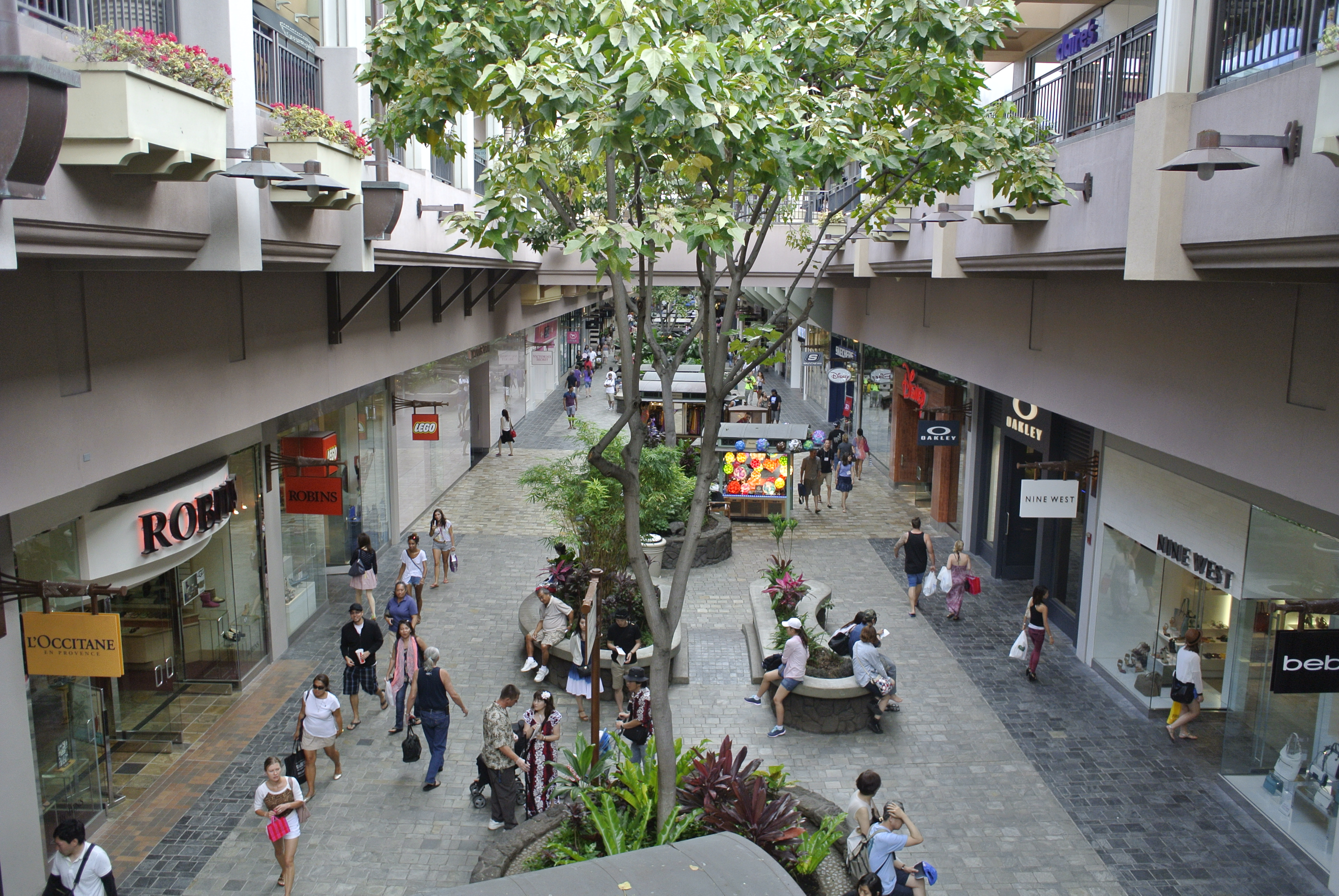
アラモアナセンター

小売業では1972年（昭和47年）、横浜岡田屋がワイキキに店舗を開設したほか、1974年（昭和49年）にはシェラトン・ワイキキも国際興業によって買収された。1982年（昭和57年）にはダイエーがアラモアナセンターとそれに隣接する不動産を取得し、バブル期におけるハワイ投資ブームの先鞭をつけた。
1986年（昭和61年）には麻布建物がハイアットリージェンシー・ワイキキを買収、バブル期にはワイキキのホテルの90％以上、ハワイの民間ゴルフ場の大部分が日系企業の所有となるに及んだ。一方で日系企業による買い漁りは住宅や宅地にまで及び不動産価格が高騰、また日系ウエディング産業の進出に伴って本物の教会までもが買収の対象になるに至っては現地住民の顰蹙を買った。
ハワイ州を訪れる日本人観光客も増加を続け、1988年（昭和63年）12月のアメリカ合衆国の観光ビザ免除以降増加に拍車がかかり、円高もあって1997年（平成9年）には年間約222万人とピークを迎えた。
その後、日本人観光客は減少傾向にある。2001年（平成13年）のアメリカ同時多発テロ事件、2003年（平成15年）のSARS流行などの影響、近年の原油高による燃油サーチャージ導入も追い打ちをかけ、2008年（平成20年）1年間の日本人観光客数は、ピーク時のおよそ半分の年間116万人強程度となり、観光ビザ免除制度が導入されて以来最少となった。
しかし現在も、日本とハワイには1日に11便から12便が運行されており、依然として多くの日本人観光客が訪れている。
「KZOO」という在留者・旅行者向けに日本語で放送を行うラジオ局、新聞「ハワイ報知」（静新SBSグループ。読売系のスポーツ報知とは無関係）も存在する。テレビ放送は「KIKU-TV」で日本の番組が一部放送されるほか、地元のケーブルテレビを通じて「NGN（Nippon Gorlden Network）」を受信することで、テレビジャパンをはじめとする日本の放送が視聴できる。かつては、「KOHO」や「KJPN」という日本語ラジオ局も存在していたが、前者は20世紀末、後者は2007年までに放送を終えている。
日本人バンドTUBEは、2000年6月1日にデビュー15周年を迎えた際、アロハスタジアムでアジア人として初めてライブを行った。ハワイ州はそのライブの成功を記念し、彼らが多くのCDジャケットなどの撮影地にもロケ地としても使用されているためもあって、6月1日をTUBE DAYと定めた。
日本の特撮番組である『人造人間キカイダー』、『キカイダー01』は1973年にハワイで初放送されて以来、現在も大変な人気を持つ。2002年4月12日にはハワイ州知事によって4月12日が「ジェネレーション・キカイダーDAY」に制定され、2007年5月19日にはマウイ島市長によって5月19日が「キカイダー・ブラザーズDAY」に制定されるなど大きな話題となった。
毎年4月または5月に、〔カワイイ☆コン〕というアニメコンベンションがハワイ・コンベンション・センターにて開催されている。
かつては日本のプロ野球チームのキャンプ地になる事も多かったが、現在州内でキャンプを行うチームはない。これに代わり、2005年（平成17年）には、JリーグJ2のザスパ草津と横浜FCがキャンプを行ったほか、2008年にはパンパシフィックチャンピオンシップ2008がアロハ・スタジアムで開催された関係でガンバ大阪がキャンプを行った。
2014年9月19日・20日、男性アイドルグループ嵐が15周年記念ライブ「ARASHI BLAST in Hawaii」をオアフ島・コオリナの特設会場で行った。このライブはハワイ州が招聘したことで実現した。また、ハワイ州は9月19日をARASHI DAYと定めた。

### 日本の姉妹都市
| 福岡県                 | ハワイ州             | 1981年（昭和56年） |
| 沖縄県                 | ハワイ州             | 1985年（昭和60年） |
| 広島県                 | ハワイ州             | 1997年（平成9年）  |
| 愛媛県                 | ハワイ州             | 2003年（平成15年） |
| 北海道                 | ハワイ州             | 2017年（平成29年） |
| 山口県                 | ハワイ州             | 2022年（令和4年）  |
| 広島県広島市           | ホノルル郡ホノルル市 | 1959年（昭和34年） |
| 沖縄県那覇市           | ホノルル郡ホノルル市 | 1961年（昭和36年） |
| 大分県佐伯市           | ホノルル郡ホノルル市 | 2003年（平成15年） |
| 愛媛県宇和島市         | ホノルル郡ホノルル市 | 2004年（平成16年） |
| 新潟県長岡市           | ホノルル郡ホノルル市 | 2012年（平成24年） |
| 神奈川県茅ヶ崎市       | ホノルル郡ホノルル市 | 2014年（平成26年） |
| 東京都江戸川区         | ホノルル郡ホノルル市 | 2022年（令和4年）  |
| 鳥取県東伯郡湯梨浜町   | ハワイ郡             | 1996年（平成8年）  |
| 群馬県渋川市           | ハワイ郡             | 1997年（平成9年)   |
| 兵庫県洲本市           | ハワイ郡             | 2000年（平成12年） |
| 東京都大島町           | ハワイ郡ヒロ市       | 1962年（昭和37年） |
| 沖縄県名護市           | ハワイ郡ヒロ市       | 1986年（昭和61年)  |
| 山口県大島郡周防大島町 | カウアイ郡           | 1963年（昭和38年） |
| 滋賀県守山市           | カウアイ郡           | 1975年（昭和50年)  |
| 沖縄県石垣市           | カウアイ郡           | 1999年（平成11年)  |
| 福島県いわき市         | カウアイ郡           | 2011年（平成23年)  |
| 東京都八丈町           | マウイ郡             | 1964年（昭和39年） |
| 沖縄県宮古島市         | マウイ郡             | 1965年（昭和40年） |

## その他

### ハワイの象徴など
- ハワイの花 - マオ・ハウ・ヘレ（黄色のハワイ・ハイビスカス）[93]
- ハワイの鳥 - ネネ
- ハワイの木 - ククイ
- ハワイの魚 - フムフム・ヌクヌク・アプアア（過去公認され、一旦非公認となっていたが、2006年再度州の魚として公認された）
- ハワイのモットー - 「大地の生命は正義によって保持される」（ハワイ語:Ua mau ke ea o ka aina I ka pono）（英語: The life of the land is perpetuated in righteousness）
- 州歌 - 『ハワイ・ポノイ』。他に『ハワイ・アロハ』も広く愛されており、1976年に行われたホクレア号の最初のタヒチ航海では、出航の儀式でこの歌が歌われた。

### ハワイ出身の有名人
- エディ・アイカウ - 先住ハワイ人のライフガード、サーファー
- ベニー・アグバヤニ - 野球選手
- 曙太郎 - 格闘家、大相撲64代横綱
- ジョージ・アリヨシ - 政治家
- 伊藤由奈 - 歌手
- エンセン井上 - プロレスラー、総合格闘家、初代修斗ヘビー級王者
- ダニエル・イノウエ - 日系人初のアメリカ上院議員
- ハーブ・オオタ（オータサン） - ウクレレ奏者
- バラク・オバマ - 政治家、第44代アメリカ合衆国大統領（民主党）
- キラ・カアイフエ - 野球選手
- デューク・カハナモク - サーファー、水泳選手
- イズラエル・カマカヴィヴォオレ - 歌手
- ニコール・キッドマン - 女優
- 六代目小錦八十吉 - タレント、大相撲元大関
- Shen - 歌手、Def Techメンバー、中国生まれ、オアフ島育ち
- ジェイク・シマブクロ - ウクレレ奏者
- ジャック・ジョンソン (ミュージシャン) - 歌手
- カート・スズキ - 野球選手
- 太陽ケア - プロレスラー
- 高見山大五郎 - 大相撲元関脇、後の年寄東関
- ナイノア・トンプソン - 先住ハワイ人の社会活動家、政治家
- キャシー中島 - タレント、ハワイアンキルト作家、マウイ島出身
- 西田亨 - 野球選手。本名：ビル・トオル・ニシダ
- 灰田勝彦 - 昭和前半期の歌手
- 長谷川潤 (モデル) - モデル。ニューハンプシャー州出生、ハワイ島育ち
- チャーリー・ハフ - 野球選手
- 藤猛 - 日系3世プロボクサー。本名：ポール・タケシ・フジイ。
- トラヴィス・ブラウン - 総合格闘家
- Bro.TOM - 歌手、タレント、バブルガム・ブラザーズメンバー。マウイ島出身。本名：トーマス・アキオナ・アキマ・ジュニア
- ブレンダ (モデル) - モデル
- マーカス・マリオタ - アメリカンフットボール選手
- トゥア・タゴヴァイロア - アメリカンフットボール選手
- ベット・ミドラー - 歌手・女優
- BJ・ペン - 総合格闘家、元UFCウェルター級王者、元UFCライト級王者
- ブルーノ・マーズ - 歌手、本名ピーター・ジーン・ヘルナンデス・ジュニア。ハワイ州立プレジデント・セオドア・ルーズベルト高校卒業
- パッツイー・ミンク - 日系人としてのみならず有色人種の女性で初めてアメリカ国会議員になった。
- 武蔵丸光洋 - 大相撲67代横綱武蔵丸、現・年寄武蔵川
- melody. - 歌手
- 与那嶺要 - 野球選手・監督。本名：ウォレス・カナメ・ヨナミネ
- アグネス・ラム - 1970年代後半に活躍したハワイ出身の女性アイドル
- 若林忠志 - 野球選手・監督。本名：ヘンリー・タダシ・ワカバヤシ
- シャウラ (モデル) - モデル、ラジオパーソナリティー、DJ

## フォトギャラリー

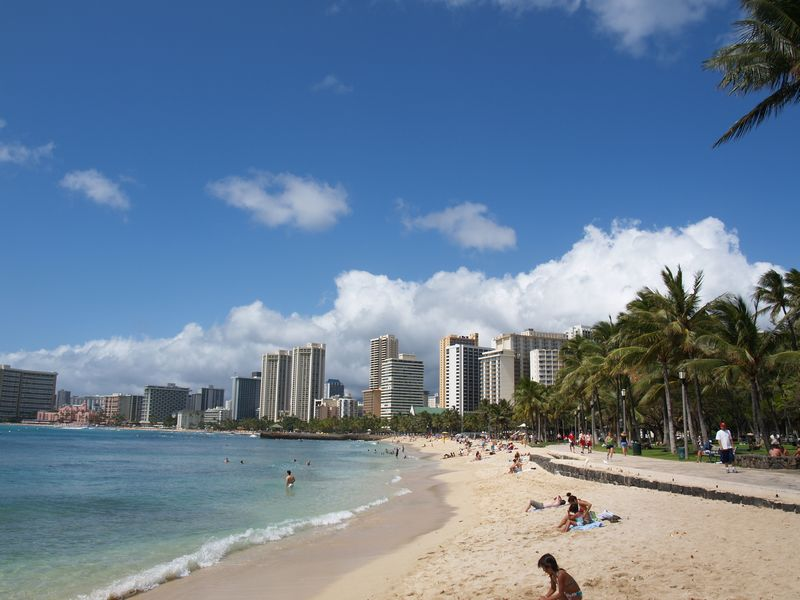
ワイキキビーチ
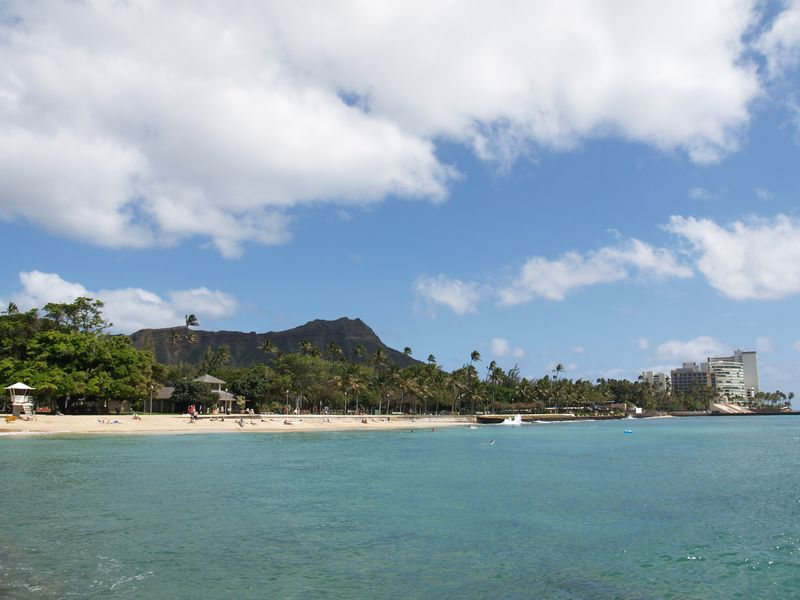
ワイキキビーチからダイアモンドヘッドを望む
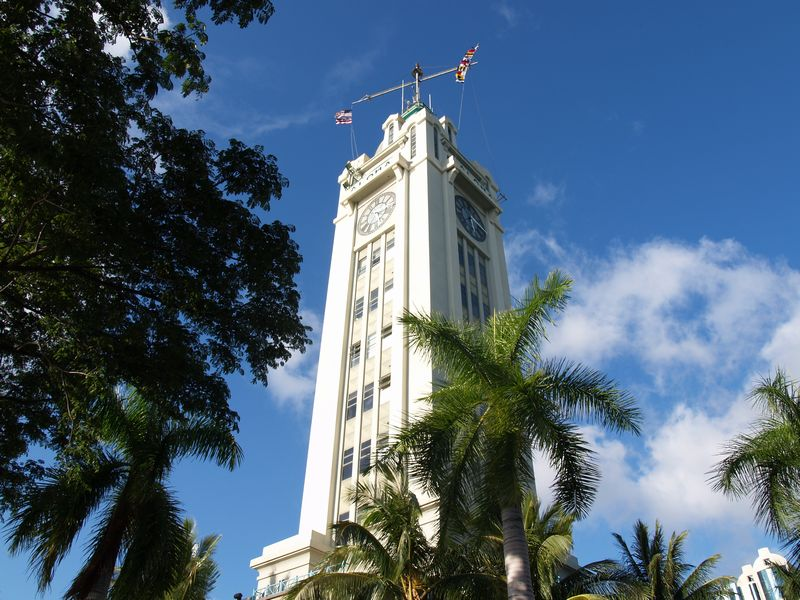
アロハタワー
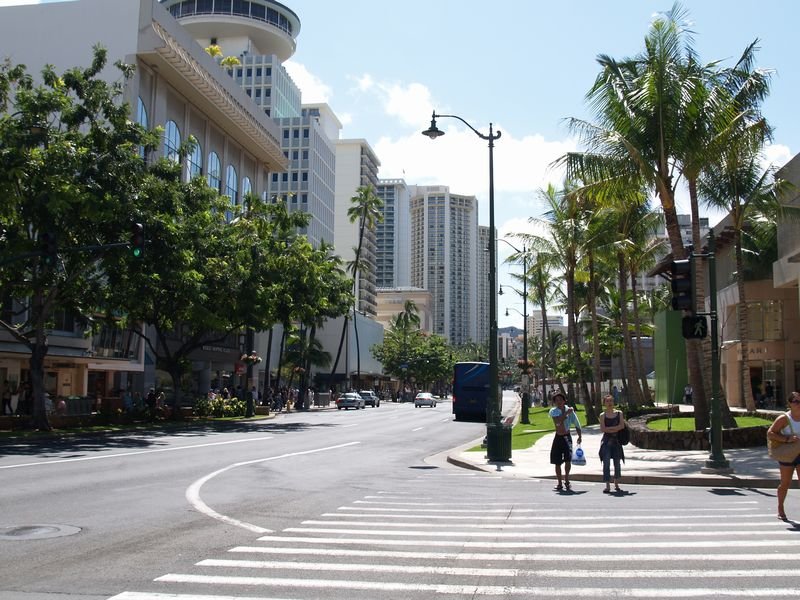
通りにはブランドのブティックやホテル、コンドミニアムが立ち並ぶ。
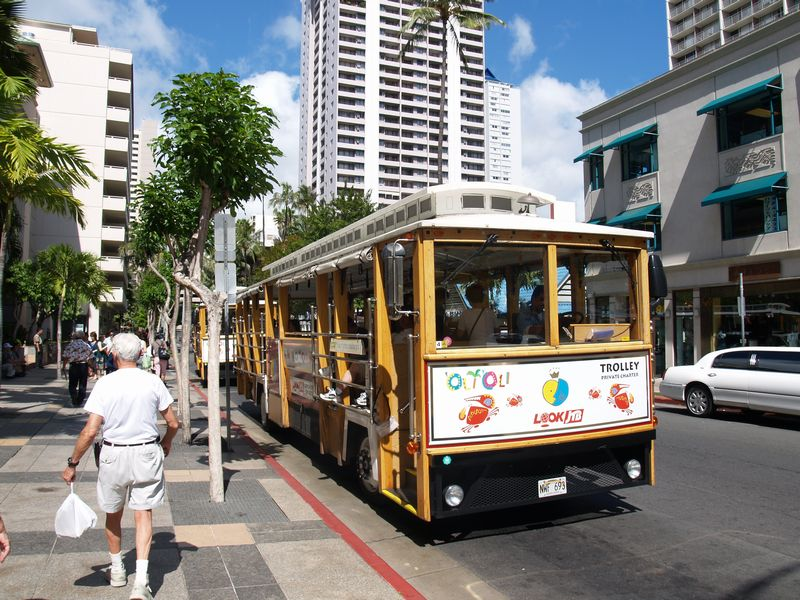
ツアーバスが数多く走行している。